# I. Szulejmán oszmán szultán
A Törvényhozó (Kanunî) és a Nagy jelzőkkel illetett I. Szulejmán (oszmán-törökül سليمان, modern törökül Süleymān) (Trabzon, 1494. november 6. – Szigetvár, 1566. szeptember 6.) apja, I. Szelim halálát (1520) követően, 26 évesen, szeptember 30-án lett az Oszmán Birodalom szultánja, egyben az iszlám kalifája, ezzel az akkori világ egyik első számú vezetője. Uralma alatt az Oszmán Birodalom fennhatósága csaknem 25 millió alattvalóra terjedt ki, az oszmán flotta pedig a Földközi-tenger térségétől a Vörös-tengeren és a Perzsa-öblön át fekvő vizeket az ellenőrzése alatt tartotta.
A világhatalmi ambíciókat dédelgető ifjú uralkodó az európai hegemónia megszerzéséért kirobbant harcba bekapcsolódva, trónra lépését követően számos hadjáratot vezetett a Földközi-tenger térségébe és Közép-Euróba irányába. 1521-ben bevette Nándorfehérvár, azaz a mai Belgrád várát, 1522-23-ban Rodosz szigetét, valamint az 1526-os mohácsi csatában II. Lajos magyar király teljes haderejét megsemmisítette és bevonult Budára. A térségben folytatott hódítás végső, de soha meg nem valósuló célja Bécs bevétele volt.
A Perzsia elleni – Irak elfoglalásával végződő – keleti, és az európai keresztény hatalmakkal szembeni földközi-tengeri győzelmeit követően a szultán figyelme hűbérese, Szapolyai János halálakor (1540) újra Magyarország felé fordult, annak megszállása mellett döntött. E hódító hadjáratsorozat egyik utolsó epizódja, Szigetvár 1566. évi ostroma alatt, 71 éves korában hunyt el. Halálának helyén eltemetett belső szervei fölé győztes alattvalói hamarosan türbét emeltek. Hitvese Hürrem szultána volt, aki Szulejmán uralkodásának második felére a birodalom egyik vezetőjévé és férje egyik legfőbb tanácsadójává vált.

## Ifjúkora
Szulejmán valószínűleg 1494. november 6-án született a Fekete-tenger partján fekvő kis-ázsiai Trabzonban (Trapezunt). Apja a későbbi I. Szelim szultán, aki ekkor beglerbég (beylerbey) volt a Trabzoni vilajet élén. Anyja a tatár származású Ajse Hafsza szultána, I. Mengli Girájnak, az oszmán vazallus Krími Kánság uralkodójának lánya volt. 1509-ben, tizenöt éves korában ő maga is kormányzói pozícióba került; nagyapja, II. Bajezid szultán a Krím-félsziget délkeleti partvidékén elhelyezkedő Kaffai szandzsák vezetőjévé nevezte ki. Az apja trónra lépését követő éveket Saruhani szandzsákbégként már a birodalom hatalmi centrumához, Isztambulhoz jóval közelebbi Maniszában töltötte. Itt kötött szoros barátságot későbbi bizalmasával, a rabszolga sorból származó Pargali Ibrahimmal.

## Trónra lépése, első hadjáratai
Amikor 1520 szeptember 30-án trónra lépett, apja politikájával ellentétben nyugatra fordította figyelmét, s I. Ferenc francia királlyal szövetségben a Habsburg-ház nagy hatalmának megtörését tűzte ki politikájának fő céljául. A franciák később a teljes európai fronton együttműködtek a törökökkel. 1543-ban például Esztergom ostromakor a törököket egy francia tüzéregység is segítette. 
A damaszkuszi beglerbég, Janbirdi al-Ghazali nem ismerte el Szulejmán uralkodását, ezért lázadást szított, melyet a helytartó Ferhat pasa is támogatott. 1521. január 27-én a lázadást leverték, al-Ghazalit pedig megölték. Helyére Ajasz Mehmed pasát nevezték ki.
A többszöri pápai és más tiltás ellenére a törökök folyamatos ellátást kaptak a kor legmodernebb fegyvereiből, és az Oszmán Birodalomban is folyt fegyvergyártás, amelyet európai rabok, olasz és francia kalandor mesteremberek, és az inkvizíció üldözései elől főleg Spanyolországból menekülő zsidók segítettek. Amit a törökök nem tudtak pénzért megvenni vagy helyben legyártani, azt hadizsákmányként is megszerezhették. Trónra lépését követően Szulejmán szinte azonnal, már 1521-ben a Habsburg-házzal szövetségben álló, és európai hatalmi törekvéseinek útjában álló Magyarország ellen fordult.
Magyarország megtámadása szükségszerűen következett be, a rutinszerűen működő oszmán hadigépezetet működtetni kellett, ugyanakkor a keleti perzsaellenes háborúkat be kellett fejezni. Magyarország már régóta határos volt az Oszmán Birodalommal, ezért áttevődött ide a hadszíntér.Szulejmán 1521. május 18-án élete első hadjáratára indult mintegy ötvenezer fős seregével. Az oszmán hadvezetés megosztott volt a háborús célok tekintetében, végül a ruméliai török sereg Ahmed vezetésével Szabács, míg az anatóliai had Piri Mehmed nagyvezírrel Nándorfehérvár ellen vonult. A magyar védősereg a határvédelem elavultsága, mozgósítási nehézségek, személyes ellentétek, és a készletek kimerülése miatt nem tudta megvédeni a várat. A török sereg az 1521. évi hadjárattal széles rést ütött a délvidéki határszakaszon, ezért egy új védelmi vonal kiépítése vált szükségessé, hogy a következő években induló offenzívát valamiképp megállítsák. A magyar határvédelem nehéz feladat előtt állt, amit az is jelzett, hogy 1525-ben egy kisebb seregre volt szükség ahhoz, hogy Jajca elszigetelt végvárába megérkezzen az ellátás. Szabács, Nándorfehérvár és Zimony elfoglalásával utat nyitott az oszmán fegyvereknek és befolyásnak nyugat felé (magyar–török háború [1521–1526]). A sikert a törökök nem tudták teljes mértékben kiaknázni, mert az anatóliai sereget Szulejmán hátrahagyta egy esetleges perzsa támadás kivédésére. Ezzel azonban elvesztette annak lehetőségét, hogy a Kemálpasazáde-krónikában is írt végső célját, Budát elfoglalhassa.
1522-ben a szultán a Földközi-tenger keleti térsége felé indult és meghódította a johannita lovagrend ellenőrzése alatt álló Rodosz szigetét a (rodoszi hadjárat). A hadjárat során a szultán tekintélyes erődöt építtetett Marmaris városában, amely az oszmán flotta támaszpontjául szolgált. Öt hónapos ostrom után a lovagrend feladta a szigetet és szabad elvonulást kapott Szulejmántól. Rodosz bevétele során 50 és 60 ezer török katona vesztette életét az ostrom és a járványok miatt (az európai szerzők állítása szerint 64 ezren haltak meg csatában és további 50 ezren járványban). Miután 1525-ben a győztes paviai csatát követően  V. Károly Nyugat- és Közép-Európa ura lett, Szulejmán figyelme ismét  Közép-Európa felé irányult.

## Második hadjárata Magyarország és Ausztria ellen

### A Magyar Királyság veresége

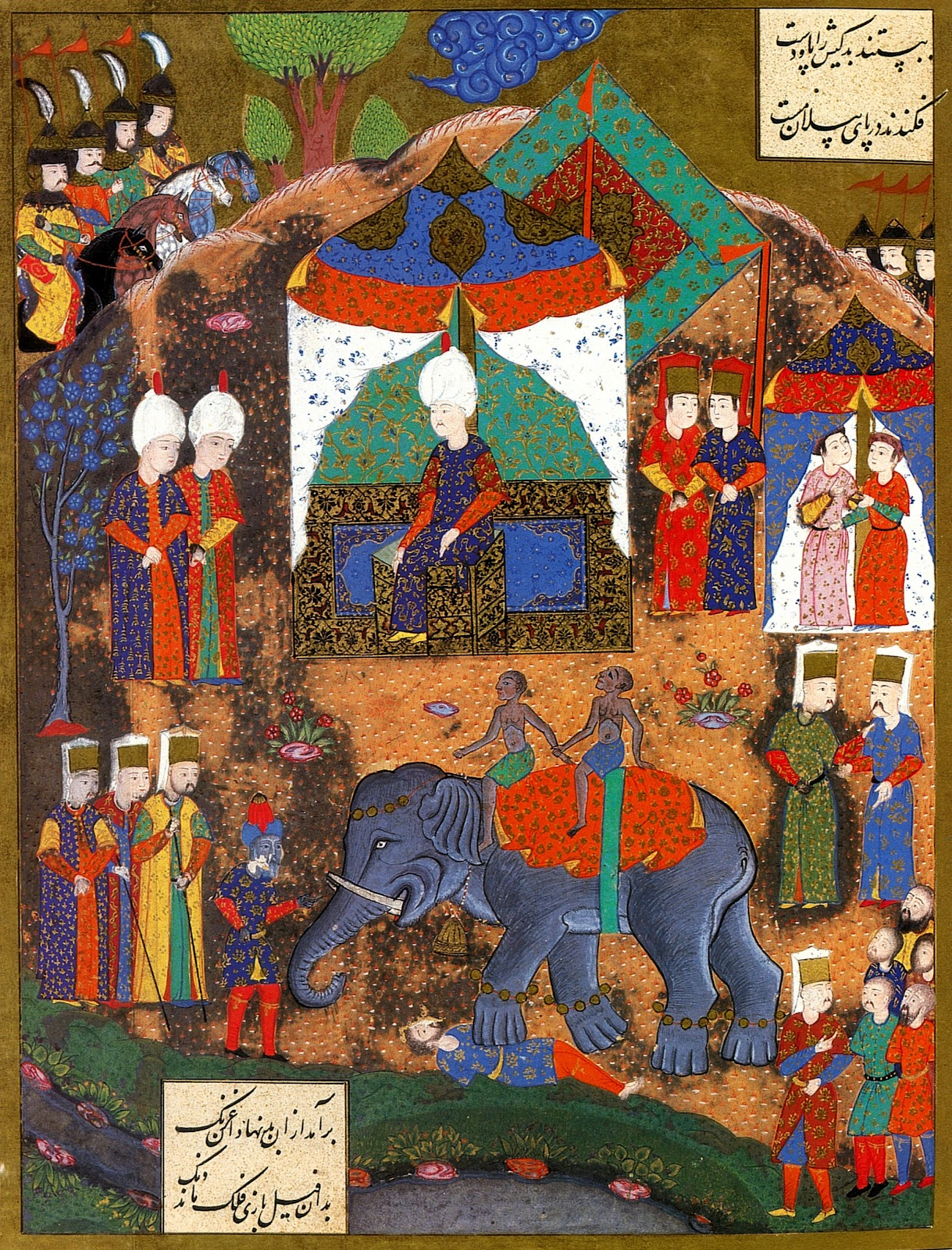
Szulejmán rabokat végeztet ki elefántokkal Nándorfehérvárnál, török miniatúra (1521)

A török hadvezetés tisztában volt Magyarország belső állapotaival, ráadásul 1524-ben meghalt I. Iszmáíil sah, emiatt az Oszmán Birodalom mentesült a perzsa fenyegetéstől, a Habsburg–francia háború pedig Magyarországot védtelenné tette. Szulejmán a török haderő mennyiségi és logisztikai fölényének köszönhetően 1526. augusztus 29-én a mohácsi ütközetben vereséget mért a magyar királyi haderőre, majd szeptember 10-én győztesként vonult be Buda várába. Bár a Magyar Királyságot a Szerémség várainak kivételével ez alkalommal állandó jelleggel még nem szállta meg, a mohácsi csatavesztés az ország sorsát hosszú időre eldöntötte. A hadjárat következményei közé tartozott, hogy II. Lajos halála lehetővé tette a Habsburg-ház csehországi és magyarországi trónra jutását.

### Kettős királyválasztás és polgárháború Magyarországon

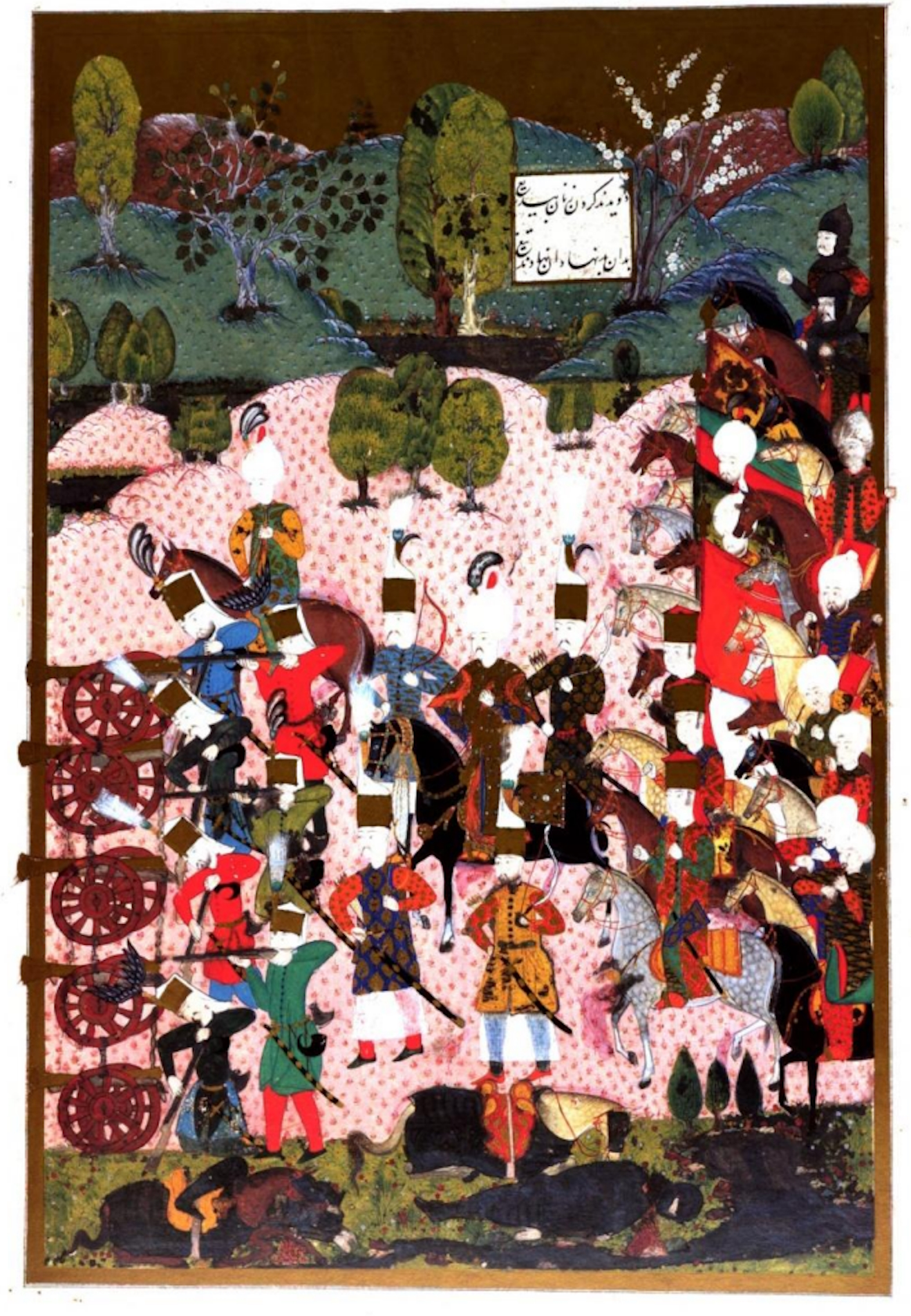
I. Szulejmán a mohácsi csatában, török miniatúra

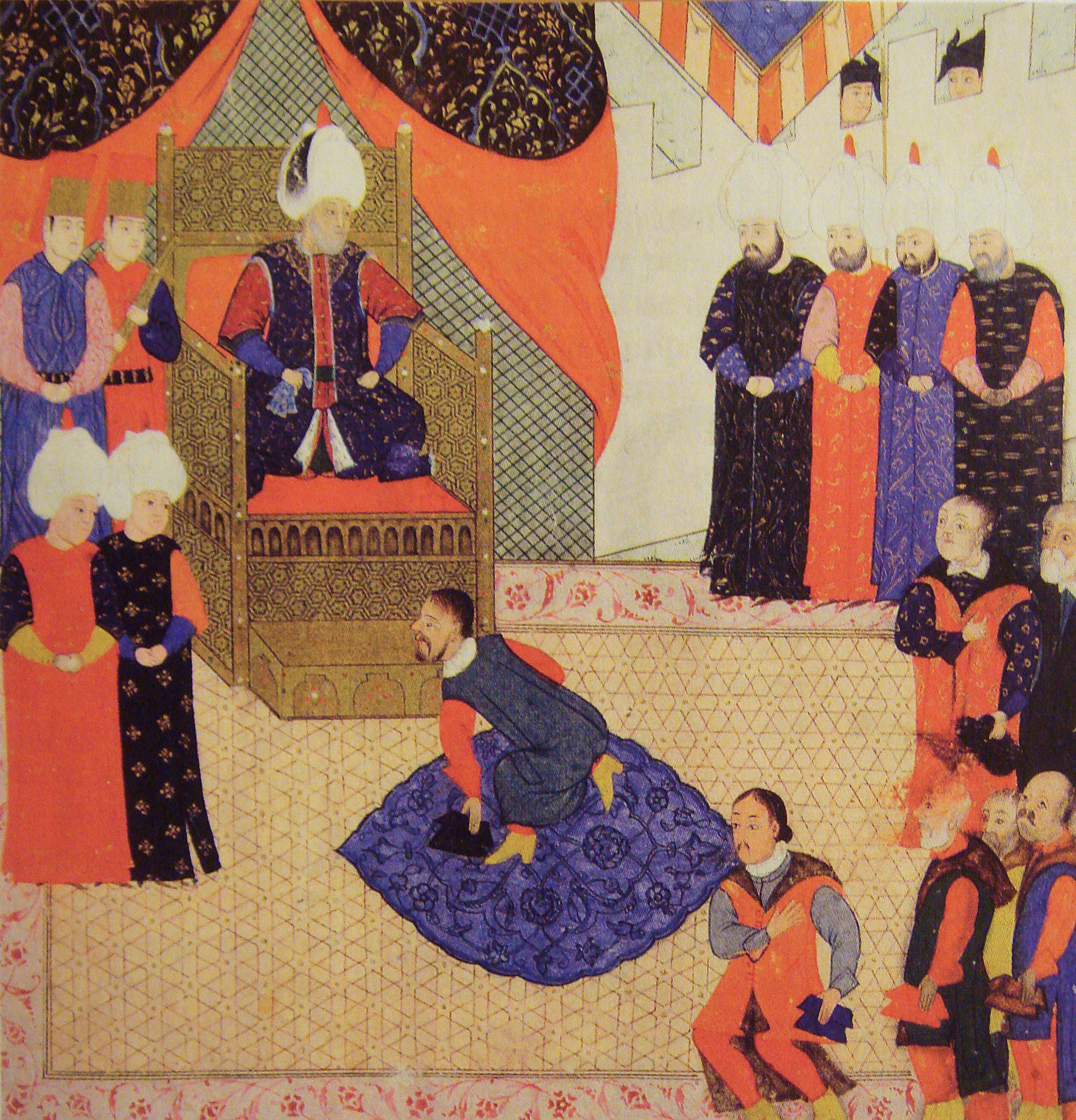
János Zsigmond hódolata Szulejmán előtt 1556-ban, török miniatúra

Szulejmánnak nem kedvezett a Habsburg-ház közép-európai megerősödése, ezért újból Magyarország felé fordult, ahol az oszmán stratégiának megfelelően a belső megosztottságra épített. I. Ferdinánddal szemben Szapolyai Jánost támogatta, majd Szapolyai megsegítése ürügyén 1529-ben harmadszor vezetett hadat Magyarországra.
Hadjárata céljául ezúttal Bécs bevételét tűzte ki, de a Niklas Salm által hősiesen védelmezett várost nem tudta elfoglalni, így 40 000 ember elvesztése után október 14-én kénytelen volt az ostromot beszüntetni. Bécs elfoglalása és a Habsburgok legyőzése egyértelműen azzal a következménnyel járt volna, hogy Magyarország véglegesen és teljesen betagolódik az Oszmán Birodalomba. Maga Szulejmán írta egy levelében 1541-ben, hogy a meghódított Magyarország időben túl messzire esett a birodalomtól, ezért annak vezetését Szapolyaira bízta, akit az 1526. évi székesfehérvári országgyűlés királlyá választott. 1542 decemberében Erdély rendjei érvénytelennek mondták ki a gyalui egyezményt, és adófizetést vállalva inkább behódoltak a szultánnak. Ugyanakkor az a magyarázat sem vethető el, mely szerint Magyarország megszállására kényszerből, a Habsburg fenyegetés miatt került sor, vagy azt a törökök csak felvonulási területnek és ütközőzónának használták. A történészek Szulejmán magyarországi szándékait illetően igen változatos álláspontokat vallanak.

Az Oszmán Birodalom – Szulejmán hódításai rózsaszínnel

Az előbbit egy újabb sikertelen hadjárat követte 1532-ben, melyet Jurisics Miklós Kőszeg védelmezésével tett emlékezetessé. Szulejmán, aki 1529-ben már sikertelenül ostromolta Bécset, most szerette volna a Habsburgok Bécs alatt összpontosított haderejét elcsalni, hogy nyílt csatában vívhasson meg velük és úgy gondolta, hogy ezt a célját Kőszeg ostromával és elfoglalásával éri el. A Bécs előtt álló hatalmas birodalmi csapatok (cseh, magyar, olasz, spanyol hadakkal) készen várták a törököket. A vár bevételéért indított támadás azonban meglehetősen felemás eredménnyel zárult. A védők kifejezetten erős ellenállásával szembesülve a szultán elfogadta a hosszabb távon védhetetlen erőd kapitánya által ajánlott egyezséget: a török győzelem jeleként kitűzték a várra a félholdas zászlót, de a törökök nem szállták meg a várat, sőt a vereséggel felérő győzelem után Szulejmán eredeti tervét feladva visszafordult Kőszeg alól. Nagy valószínűséggel visszariadt a Bécs előtt felsorakozott hatalmas, mintegy nyolcvanezer fős császári (cseh, magyar, olasz, spanyol) hadakkal való nyílt összecsapástól. Szulejmán számára igen kockázatos lett volna egy ilyen csata, mert seregének csak töredékét képezték a nyílt harcmezőn is helytállni képes janicsár és szpáhi egységek, hadseregének tekintélyes része irreguláris egységekből és a moldvai vajda fegyvereseiből állt.

### A török hódoltság létrejötte
1541-ben I. (Szapolyai) János király előző évi halála, és az ennek nyomán kitört utódlási harc ismét Magyarországra szólította a szultánt.
A vazallus Erdélyt Szapolyai özvegyének, Izabellának és fiának, János Zsigmondnak adományozta, hogy a keleti részek felől biztosítva legyen, majd Nyugat-Magyarország ellen fordult. Ettől kezdve nemhogy Bécset nem érhette el, de meg kellett vívnia olyan nyugat-magyarországi várakat is, amelyeket korábban könnyelműen kiengedett a kezéből. Ez alkalommal megverte a Budát ostromló Wilhelm von Roggendorfot, majd augusztus 29-én a szultáni táborba rendelt Izabella királyné és a magyar főurak, Török Bálint és Fráter György távollétében csellel kezébe kerítette a várat. Ezt követően a Duna–Tisza közét török tartománnyá tette.

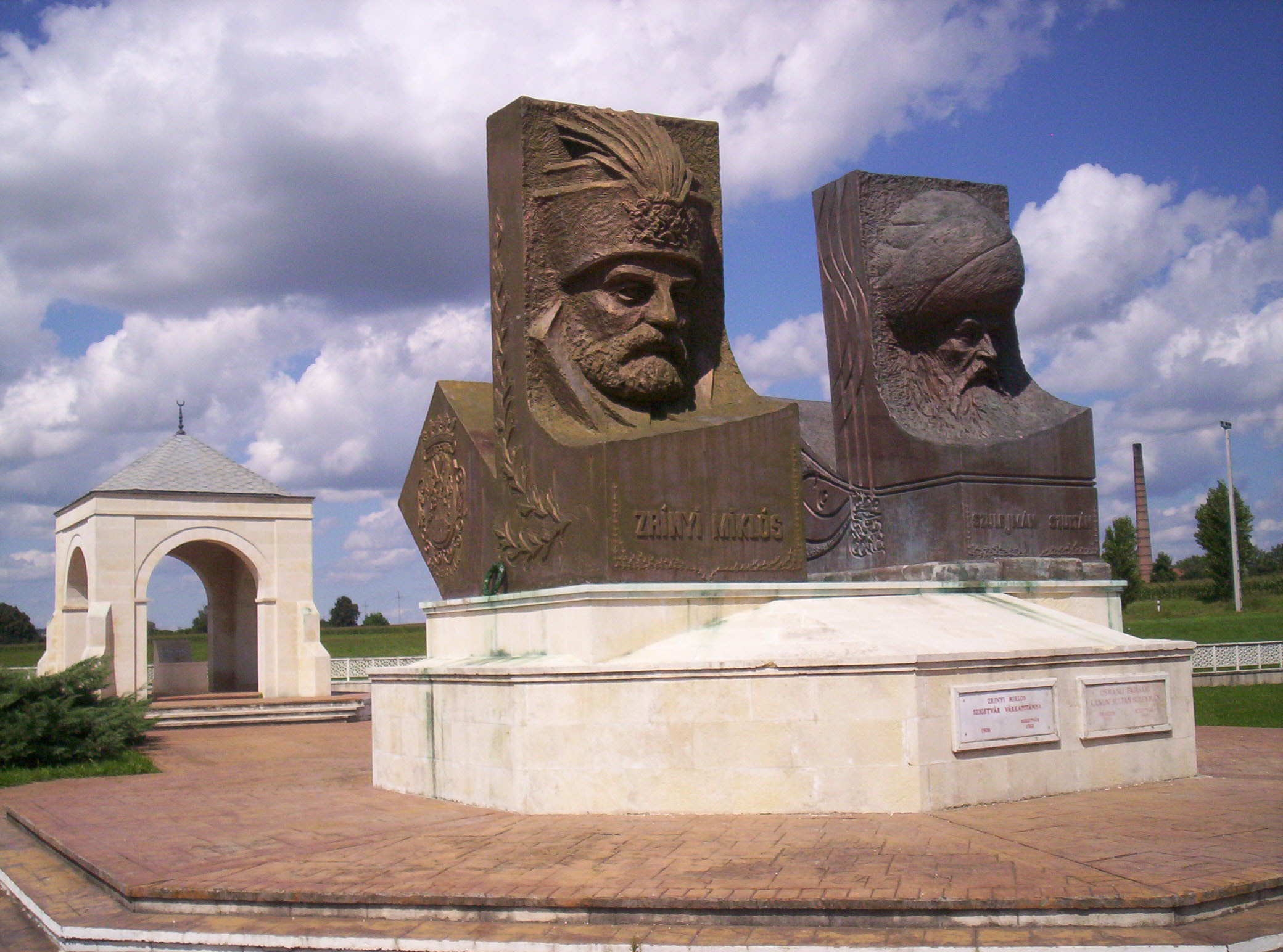
Zrínyi és Szulejmán emlékműve Szigetváron a Magyar–Török Barátság Parkban

Miután 1542-ben a Joachim brandenburgi választófejedelem által vezetett, Buda visszafoglalását célzó német birodalmi vállalkozás kudarccal végződött, Szulejmán 1543-ban egy újabb hadjáratban elfoglalta Pécset, Székesfehérvárt és Esztergomot, a hódoltság területét Magyarország dunántúli részére is kiterjesztve. Távozása után pedig pasái Visegrádot, Hatvant és Nógrádot is elfoglalták. Ilyen módon Szulejmán biztosította a felvonulási útvonalát és védőgyűrűt vont Buda köré.
1547-ben öt évi fegyverszünetre lépett Ferdinánddal, aki 30 000 arany évi adó (a kor szóhasználatában: „ajándék”) fizetésére kötelezte magát. Amikor Ferdinánd király 1551-ben Fráter György megöletése után Erdélyt birtokába vette, Szulejmán 1552-ben újrakezdte a háborút, melynek folyamán vezérei a török hódoltság területét újra számottevően növelték. Ebben az évben, augusztus 10-11-én zajlott a palásti csata és ebben a hadjáratban esett el Temesvár (Losonci István), Drégely (Szondy György), Gyarmat, Kékkő, Hollókő, Buják és Szolnok vára is. Az egri vár védői Dobó István várkapitány vezetésével szerencsésen visszaverték az ostromot.
1556-ra hosszú távon rendeződött Erdély sorsa is. Öt évnyi Habsburg-uralmat követően János Zsigmond visszatért Lengyelországból, ahol ezt követően török vazallusként uralkodott a Szulejmán szultán bábáskodásával létrejött, széles körű belső autonómiával rendelkező, de külpolitikai értelemben az Oszmán Birodalomtól függő Erdélyi Fejedelemség élén.

### Utolsó magyarországi hadjárata, halála

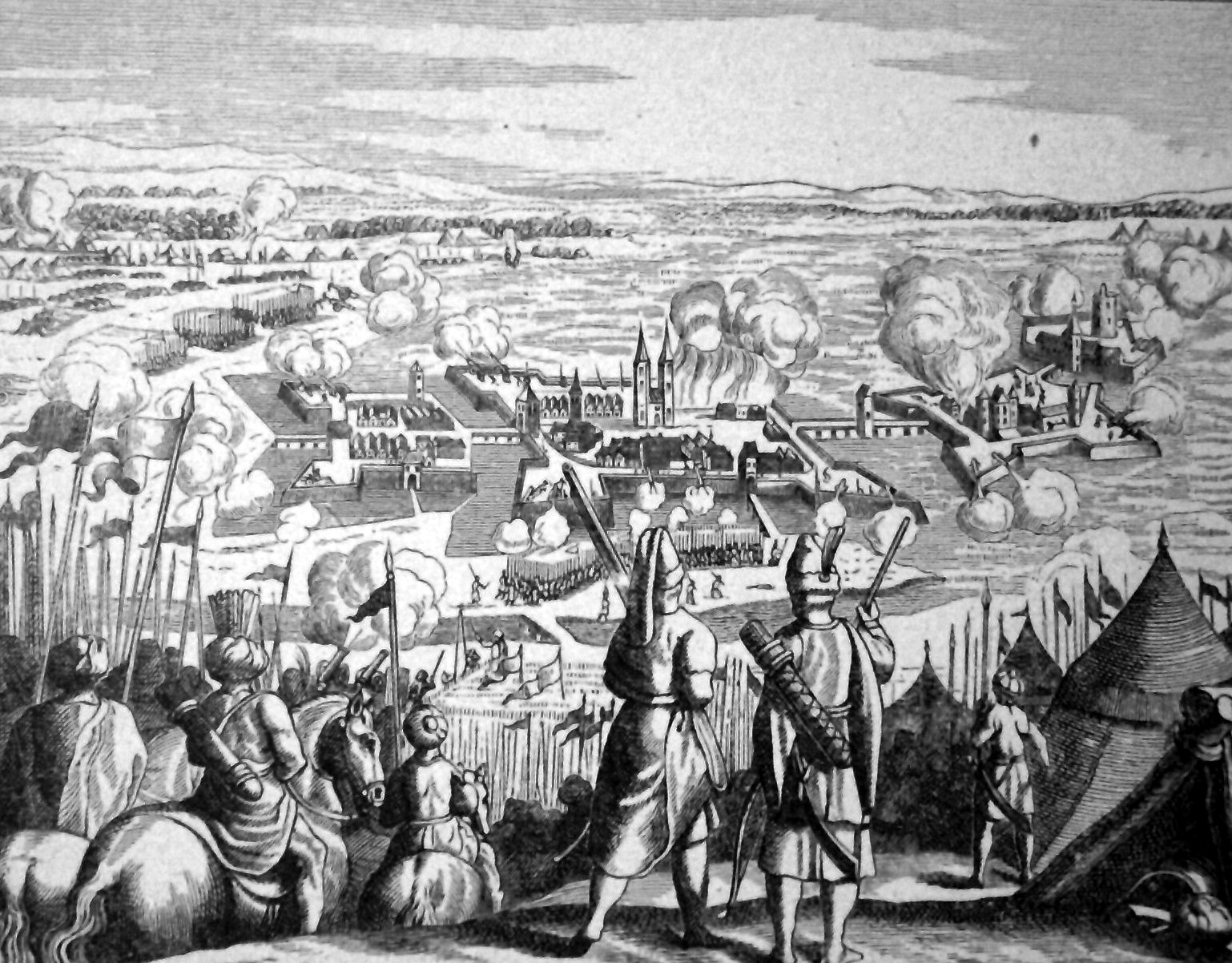
Szigetvár ostroma 1566-ban

1566-ban az idős szultán személyesen vezetett hadat védencének, János Zsigmondnak érdekében az 1564-ben trónra lépett Miksa király ellen. Ezúttal Szigetvárt vette ostrom alá. 
A szultán személyes jelenléte már csak azért is szükséges volt, mert az elmúlt tíz évben Szulejmán szinte ki sem mozdult udvarából. A korábban (1558-ban) a II. Mehmed által megkezdett uralkodói elzárkózás miatt Szulejmánt kritikák érték, arra ösztönözve a szultánt, hogy újabb győztes hadjáratot vezetésére vállalkozzon. Később, 1566-tól már állandó gyakorlat lett, hogy a hadsereget nem maga az uralkodó, hanem kinevezett vezírek, a szerdárok vezették, de Szulejmán ekkor ezt még nem tehette meg.

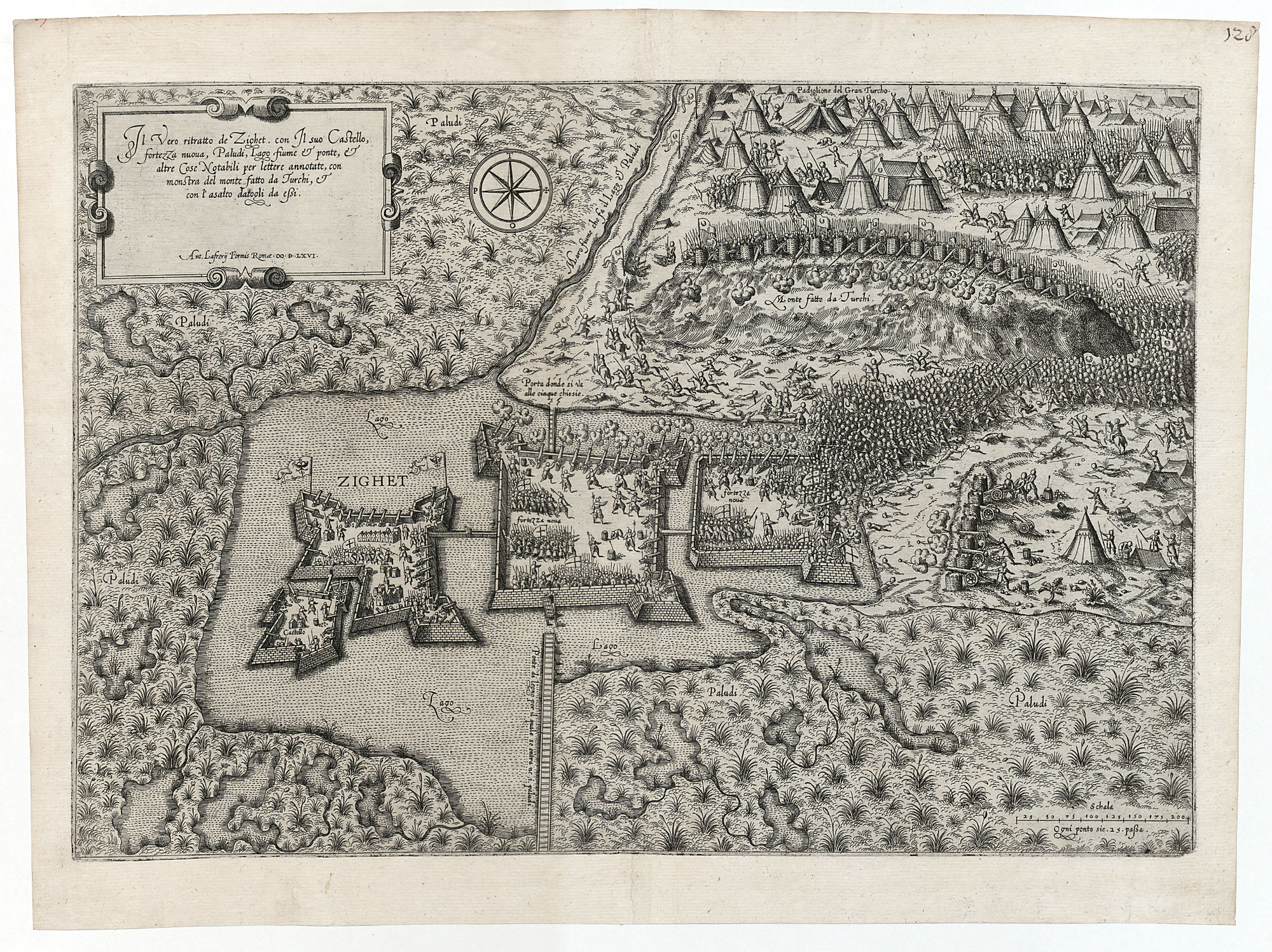
Szigetvár ostroma 1566-ban

A Zrínyi Miklós által páratlan hősiességgel védelmezett vár bevételét Szulejmán már nem élhette meg. 1566. szeptember 6-án, az akkor még ostromlott vár falai alatt halt meg. Az ostrom sikere érdekében halálát a nagyvezír és alvezérei titokban tartották a hadsereg előtt, sőt a győzelem után is úgy szállították kocsijában Nándorfehérvárra, mintha élne. A majdnem 72 éves, 46 éven át uralkodó szultánt fia, II. Szelim követte a trónon. Halála után Szulejmán belső szerveit Szigetvár mellett Turbékon, testét pedig Isztambulban temették el.
Magyarországi sírhelye a legutóbbi időkig ismeretlen volt, de a Zrínyi-Szulejmán Kutatócsoport tagjai által a Szigetvár-turbéki szőlőhegyen 2015-ben elkezdett régészeti feltárás eredményei azt jelzik, hogy ott szinte biztosan az ő türbéjének a maradványait találták meg.

## Keleti háborúi

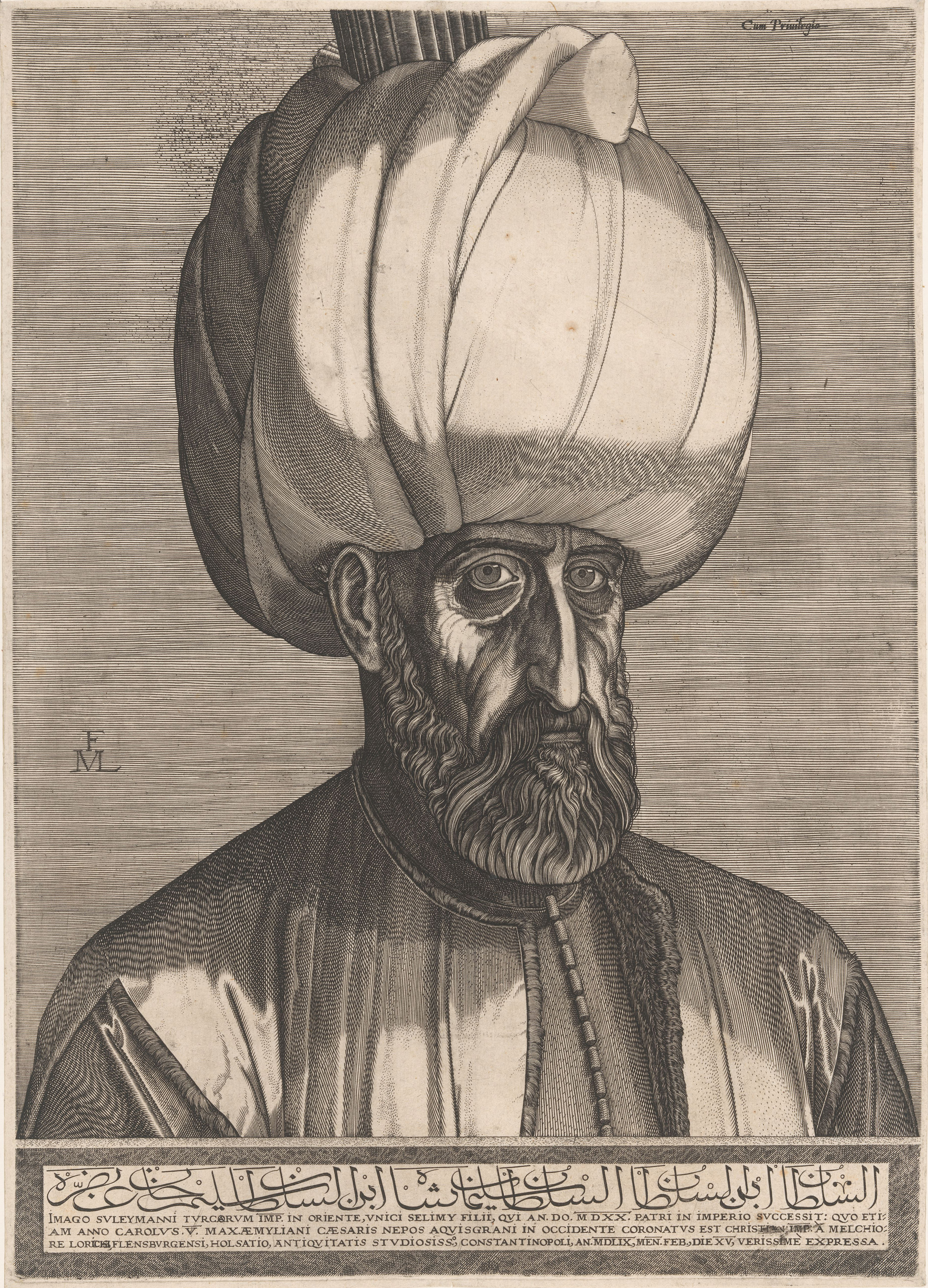
Szulejmán szultán, Melchior Lorck metszete 1559-ből

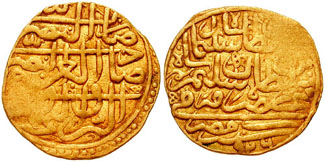
Szulejmán pénzérméje

Szulejmán apja, I. Szelim 1514-ben győzelmet aratott I. Iszmail perzsa sah felett, 1516-1517 folyamán pedig meghódította az egyiptomi központú Mameluk Birodalom által irányított területeket: Szíriát, Palesztinát, azon belül az iszlám harmadik legszentebb városát, Jeruzsálemet és magát Egyiptomot is, aminek köszönhetően befolyása alá került Arábia leggazdagabb része, így az iszlám két legszentebb városa, Mekka és Medina. Szulejmán uralkodása alatt ezzel szemben a Duna-medencei és a földközi-tengeri terjeszkedés élvezett prioritást. Nem utolsósorban azért, mivel az I. Szelim alatt a perzsa fronton vívott harcok nagy emberveszteséggel jártak, továbbá vallási okokból sokan kifogásolták az iszlám világon belüli konfliktusokat.
Az 1530-as években a szultán figyelme egy időre mégis a keleti ügyek felé fordult. A Perzsiát uraló Szafavidákkal vallási és ideológiai alapon mindvégig szemben állt az Oszmán Birodalom, magát a hadjáratot mégis az váltotta ki, hogy a bagdadi és bitlisi oszmán vezetők átálltak a perzsa sah oldalára. Szulejmán 1533-ban Ibrahim nagyvezírt küldte erős csapatokkal Irakba, majd 1534 nyarán személyesen is a sah ellen vonult. Az 1533–1535-ös háborúban a perzsák ellen folytatott hadjárat során az oszmán sereg kétszer is bevonult Tebrizbe, elfoglalta Bagdadot és Irak nagy részét, ahol új tartományokat sikerült szervezniük. 1546-ban a bagdadi beglerbégnek sikerült elfoglalnia a dél-mezopotámiai Bászrát, amivel Irak egésze a törökök kezére került, egyúttal kijutottak a Perzsa-öbölhöz és megszerezték a közel-keleti kereskedelmi útvonalak fölötti teljes ellenőrzést is.
Szulejmán a Szafavidák megtörése céljából 1548–1549-ben hozzáfogott a második keleti hadjáratához. A perzsa haderő kitért a támadás elől és a felperzselt föld taktikáját alkalmazta, emiatt és a kemény tél miatt a török sereg nem győzhetett a kaukázusi hadszíntéren. 1553-ban a szultán harmadik, egyben utolsó hadjáratára indult a sah ellen. Bár Szulejmán visszafoglalta Erzurumot és átkelt az Eufráteszen, a sah seregének kitérő harcmodora ebben az esetben is megfosztotta győzelmétől. A hadakozást az 1555-ös békekötés zárta le, amelyben a szultán lemondott a Tebrizre és Jerevánra formált igényéről, a perzsa sah viszont elismerte az oszmán fennhatóságot Irak egésze, valamint Örményország és Kurdisztán jelentős része fölött.

## Harc a Mediterráneum birtoklásáért
I. Szelim erőfeszítése ellenére az Oszmán Birodalom elsősorban szárazföldi hatalom maradt, a Földközi-tenger térségében a johannita lovagrend és V. Károly Spanyolországa állott a török ambíciók útjában. Szulejmán azonban Rhodosz 1522–1523-as elfoglalásával felszámolta a birodalom fővárosa és a Közel-Kelet közötti tengeri összeköttetés útjában álló utolsó akadályt is. A szultán hatalmas hajóhad építésébe kezdett, a törökök tengeri uralmát pedig tovább erősítette az észak-afrikai berber kalózok oszmán szolgálatba állása Khair ad-Din vezetésével.

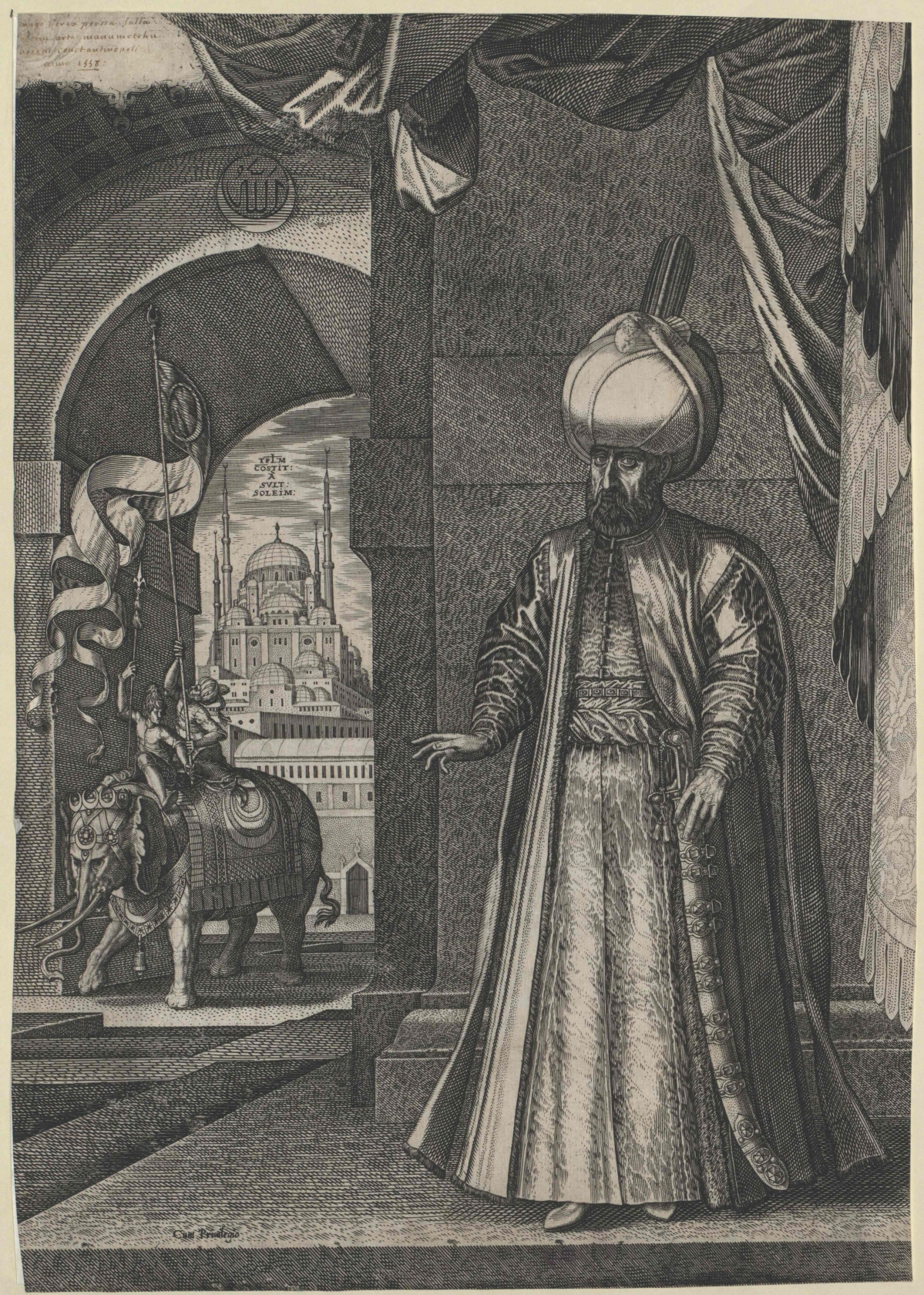
Melchior Lorck: I. Szulejmán portréja elefánttal (1559)

Szulejmán és V. Károly összecsapásainak hadszíntere idővel a Földközi-tenger nyugati részére helyeződött át. Ennek során a török és észak-afrikai hajók rendszeresen fosztogatták Spanyolország, Itália és Szicília partjait. Az oszmán csapatok rendszeresen lerohanták Dél-Európa tengerparti területeit és egész települések lakosságát rabolták el. A törökök egy-egy hadjárat során akár több ezer embert is magukkal hurcolhattak. Így például a Nápolyi-öbölből 1544-ben 7000, 1551-ben Gozo szigetéről 5000, 1554-ben Calabriából 6000, 1566-ban Granadából 4000 embert raboltak el. (Esetenként előfordult, hogy olyan sok foglyot ejtettek, hogy a túlterhelt hajókról a gyengébbeket a tengerbe ölték.)
Szulejmán az 1530-as és 1540-es években több szerződést kötött I. Ferenc francia királlyal. A Földközi-tengeren az oszmánok és a franciák összefogtak a Habsburgokkal és szövetségeseikkel szemben, 1544-ben például az egyesült török–francia flotta lerohanta Nizzát.
Málta szigetét V. Károly német császár és spanyol király 1530-ban a johannitáknak adományozta, ahol a Rodoszról kiszoruló lovagrend fenntarthatta államát. Részt vettek a velencei–török háborúkban és a spanyol–török háborúkban, 1551-ben és 1565-ben visszaverték a Máltát támadó török haderőt. Noha a szigetet később sem sikerült birtokba venniük, a törökök földközi-tengeri hegemóniája a sorozatos győzelmek eredményeként, amit a II. Fülöp spanyol király hajóhadára mért 1560. évi megsemmisítő csapás koronázott meg, kiteljesedni látszott.
Szulejmán halála után ennek az 1571-es lepantói csata vetett véget, amelyben az egyesült spanyol, velencei és pápai hajóhad vereséget mért a török flottára. A keresztes győzelem eredményeként a török flotta gyakorlatilag megsemmisült.

## Családja

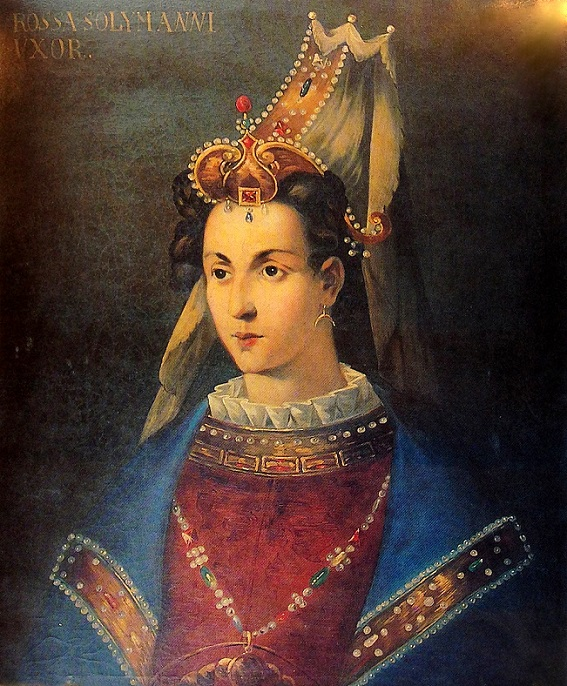
Hürrem szultána

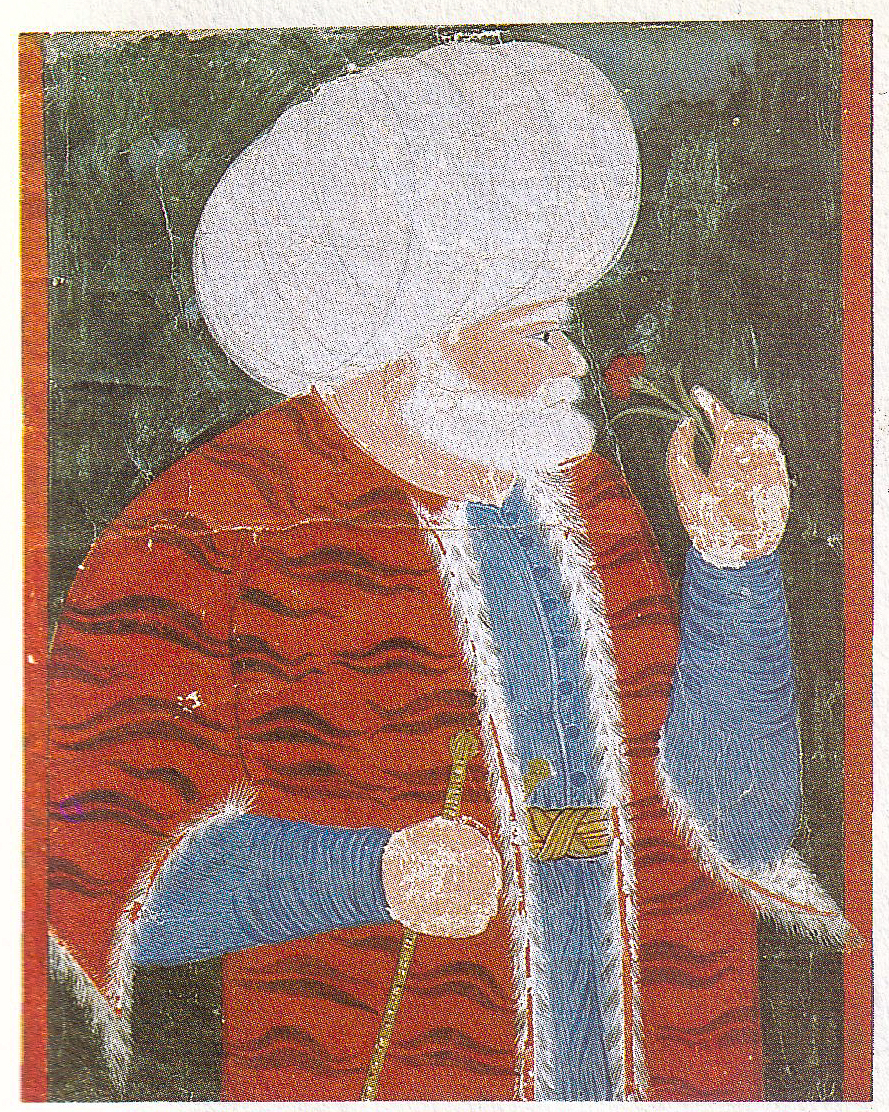
Az öregedő Nagy Szulejmán

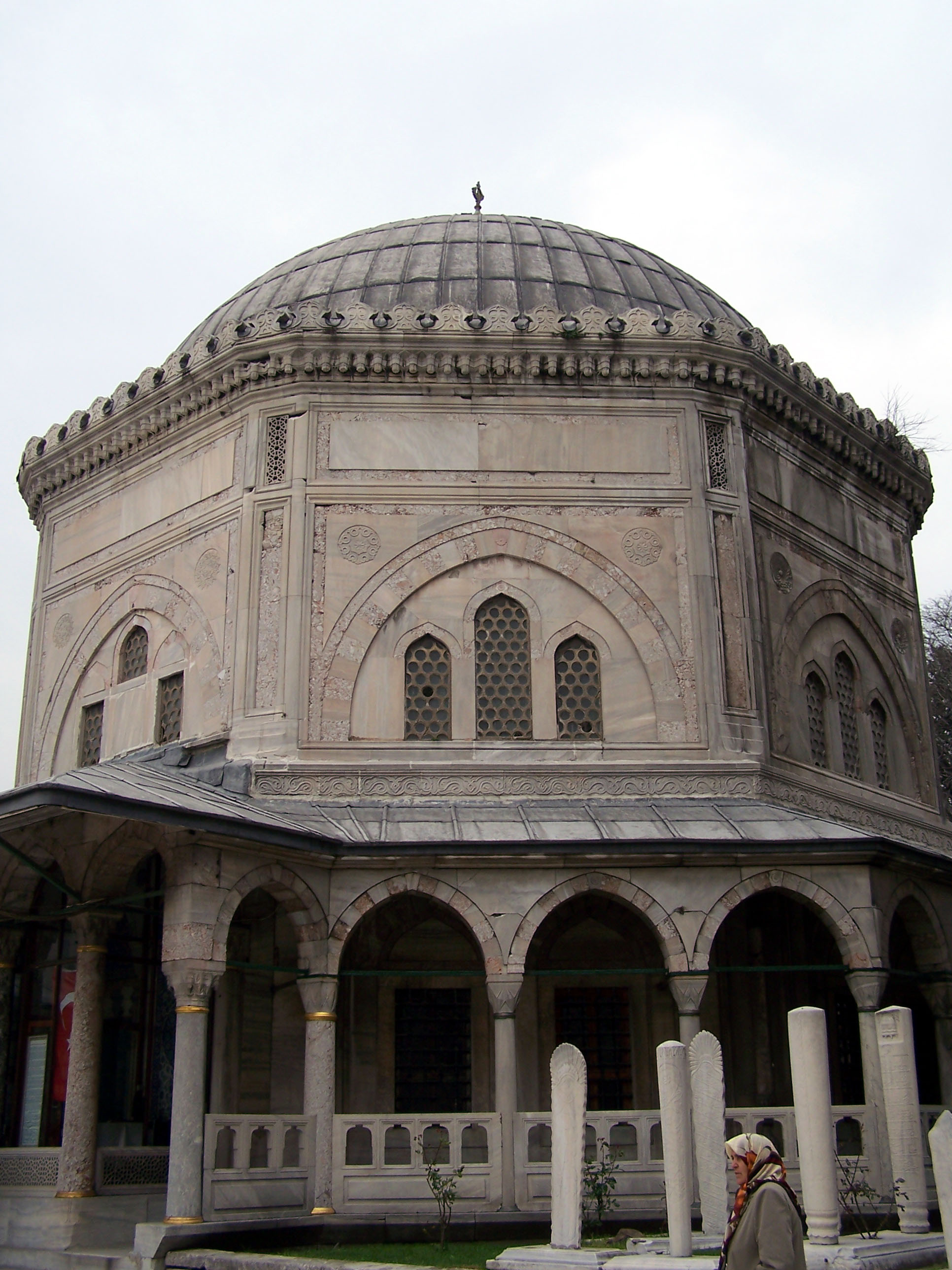
Szulejmán, felesége, Hürrem, és lányuk, Mihrimah türbéje (Szulejmán-mecset)

Szulejmánnak ágyasaitól (Fülhane és Gülfem), valamint hitveseitől (Mahidevran és Hürrem) összesen 12 gyermeke született. Törvényes felesége azonban egyedül a szláv származású, rabszolgaként Szulejmán háremébe került Hürrem szultána (eredeti nevén Anasztázia vagy Alexandra Liszovszka) volt, akivel 1534-ben hivatalos házasságot kötött, és aki az uralkodóhoz fűződő mély érzelmi kötődését kihasználva, addig példa nélkül álló hatalmi befolyásra tett szert az udvarban. Musztafa herceg megöletése után anyját, Mahidevrant Szulejmán Bursába száműzte.

### Hürrem intrikái
Szeretett asszonya szépségén túl  intrikus természetéről is híres (vagy hírhedt) volt. Nemcsak a birodalom, hanem Szulejmán felett is szinte korlátlan hatalma volt. Elérte többek között azt is, hogy a szultán megölette bizalmasát és barátját, Pargali Ibrahim pasát, a birodalom nagyvezírét és legidősebb, Mahidevrantól született fiát, Musztafát. Ez utóbbival biztosította a trón öröklését saját fiának, Szelim hercegnek. Cselszövéseit lánya, Mihrimah és veje, Rüsztem pasa nagyvezír, valamint Mose Hamon, a szultán zsidó orvosa segítette. A padisah az őt ért személyes veszteséget és a birodalom belső békéjének megingását felismerve mély apátiába süllyedt, de mélyen szeretett feleségét sohasem küldte el magától. Hiába voltak távol egymástól hetekig, hónapokig, esetenként évekig, folyamatosan tartották a kapcsolatot. 1558-ban bekövetkezett halála után 8 évig gyászolta nevető asszonyát (a Hürrem név törökül vidámat jelent). Ezután az ugyancsak jelentős intrikus Mihrimah lépett anyja helyébe, kihasználva, hogy utolsó éveiben a szultánnak egyedül az őt Hürremre emlékeztető Mihrimah nyújtott némi vigaszt.

### Örökösei
A szultán öt fia közül Musztafa volt a trónörökös, és őt Hürrem első fia, Mehmed követte a sorban. Musztafát azonban árulás vádjával kivégezték, Mehmed pedig fiatalon meghalt, így reális trónigénnyel csupán Szulejmán és Hürrem második és harmadik fia, Szelim és Bajazid nevű öccse léphetett fel (a beteges, púpos Dzsahángír ugyancsak meghalt fiatalon). Bajazid igen tehetséges katona és politikus volt, ám apjuk Szelimet favorizálta és katonailag is támogatta, amikor a testvérek rivalizálása nyílt összecsapássá fajult. A veresége után a perzsa sahhoz menekült Bajazidot meg is ölette, amivel a korona gyakorlatilag Szelim ölébe hullott.

## Emlékezete

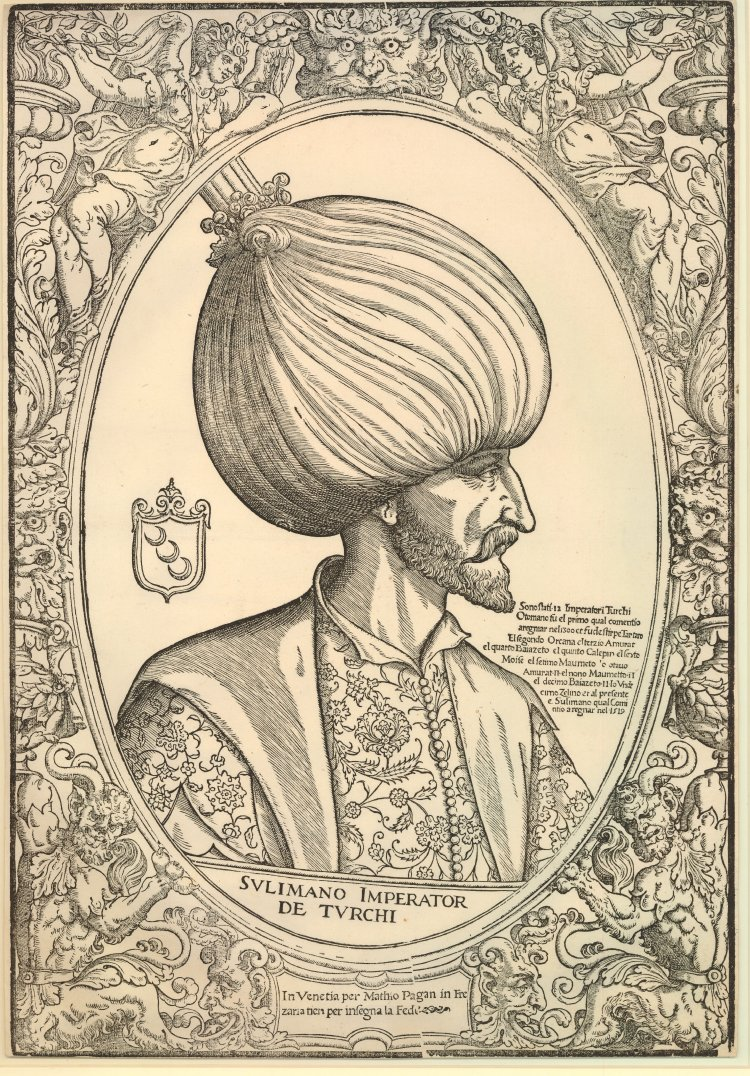
Szulejmán szultán (fametszet az 1540-es évekből)

Nemcsak mint hadvezér tűnt ki, de az ő idejében hozott törvények miatt is az egyik legnagyobb hatású török uralkodó volt. Fejlesztette az ipart, kereskedelmet és földművelést, bőkezű volt a tudósok és költők iránt, és szigorúan ellenőrizte a hivatalnokokat. Családi körben azonban igazi keleti fejedelem volt, zsarnok és kegyetlen. Hogy kedvenc feleségétől, Hürremtől (Rokszolánától) született második fiának, Szelimnek a trónt biztosítsa, első feleségétől, Mahidevrantól született gyermekét, Musztafát megölette. Hürremtől született fiai közül egyet öletett meg, a testvérével, Szelimmel az utódlásért kitört harcban alul maradt Bajazid herceget, aki Hürremtől származó fiai közül leginkább hasonlított anyjára. (Ezért is volt Rokszolana kedvence.)
Ugyanakkor olyan értékelések is születtek személyét illetően, hogy az Oszmán Birodalom katonai potenciálját rosszul, határozott célok és eredmények nélkül használta fel. Stratégiai elképzelések nehezen ismerhetők fel a négyfrontos hódításokban, minden arcvonalon helyt akart állni és nem keresett vagy talált prioritást. Kereskedelmi politikája alapvetően elhibázott, nem távolodik el a középkori sémáktól. Az oszmán törekvések Magyarországon azért buktak meg, mert a birodalom erőit meghaladó célokat tűztek ki, de Szulejmán hibás lépései következtében – Erdély önállósítása, tétova, elkésett hadjáratok Magyarországon, 1540 után elkeseredett küzdelem a központi területek ellenőrzése miatt – azt sem érte el, amire képes lehetett volna.

## Szulejmán ábrázolása magyar vonatkozású török miniatúrákon

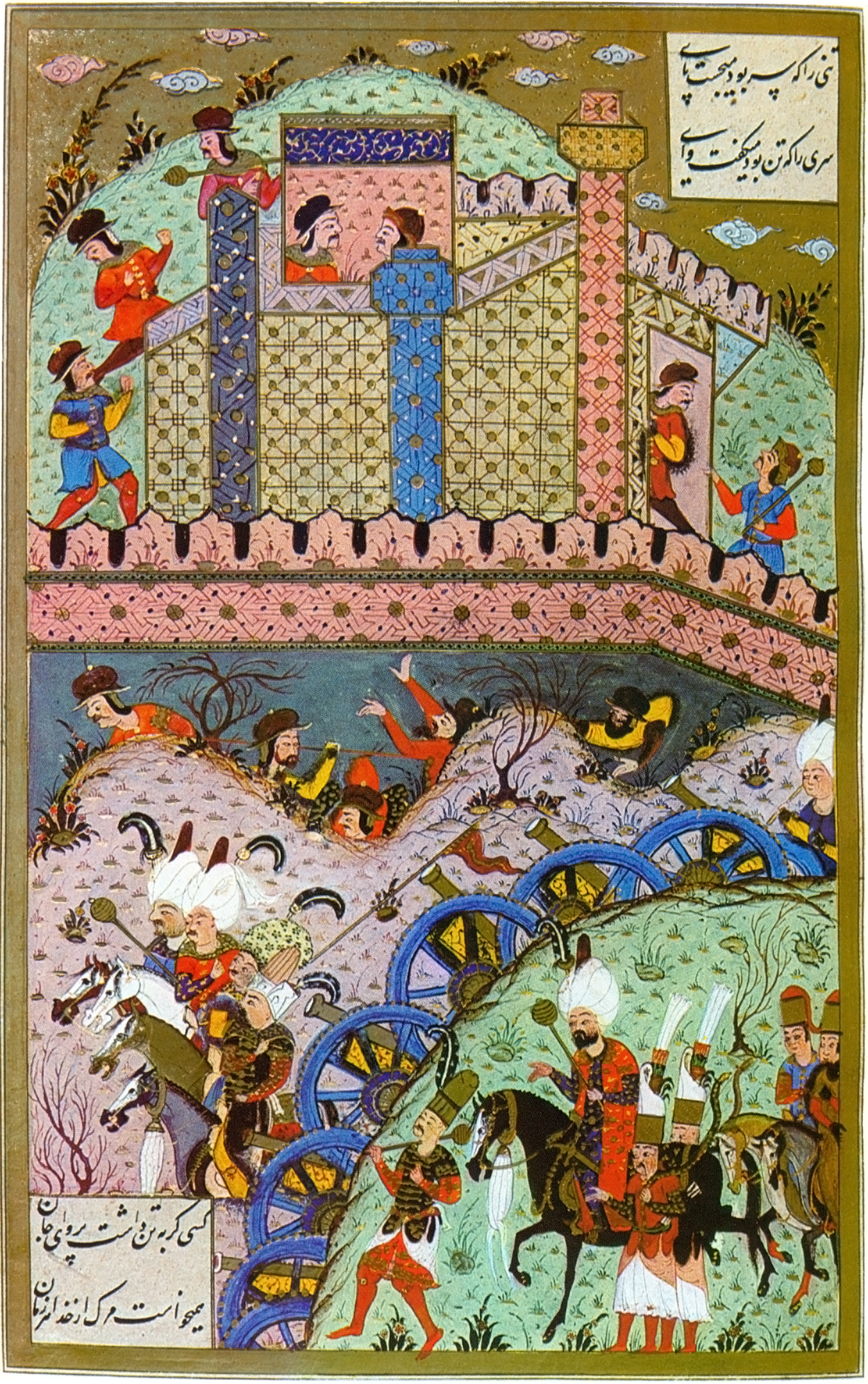
Szulejmán Székesfehérvárt ostromolja (1543)
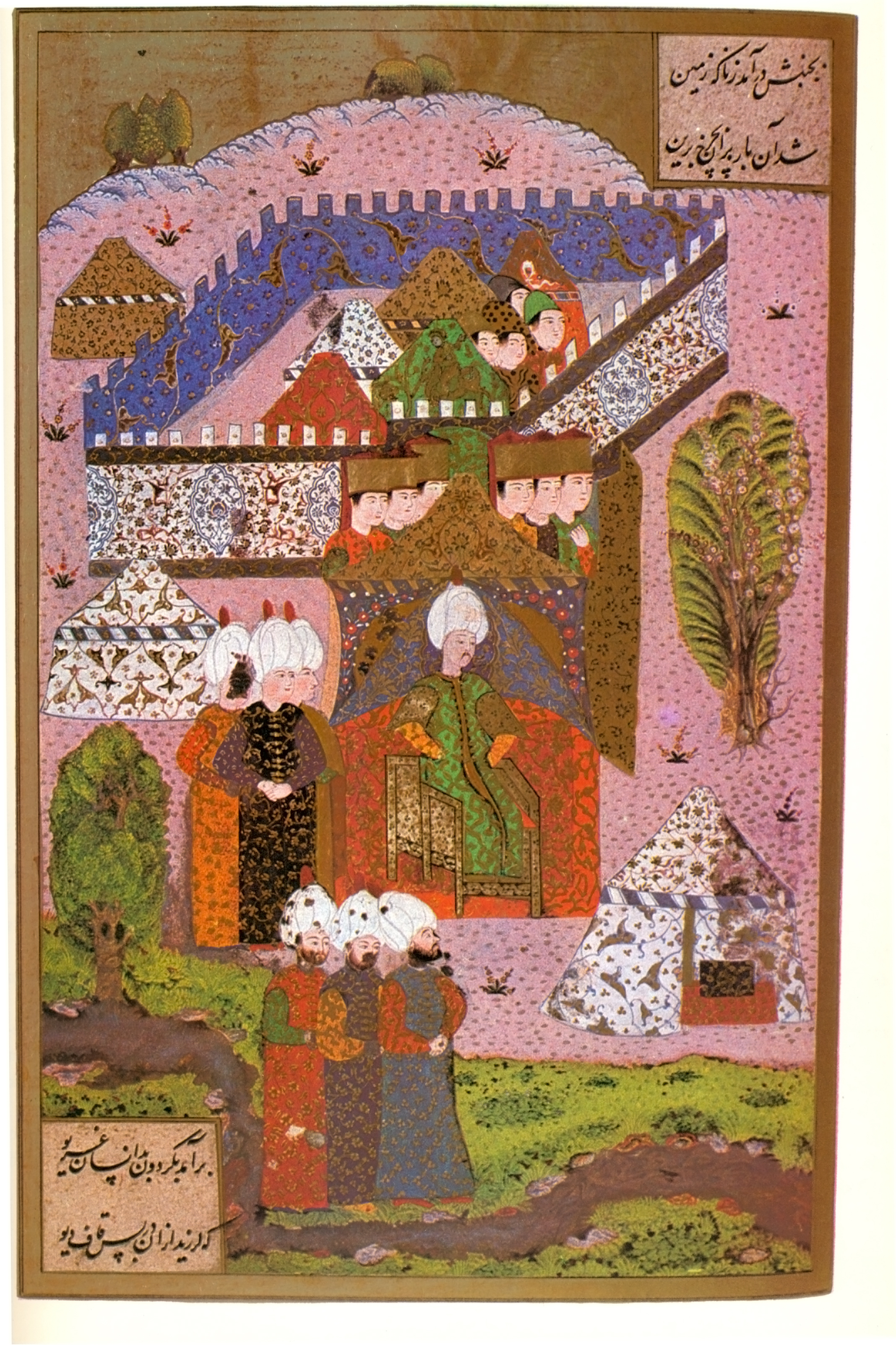
Szulejmán Nándorfehérvár bevétele után
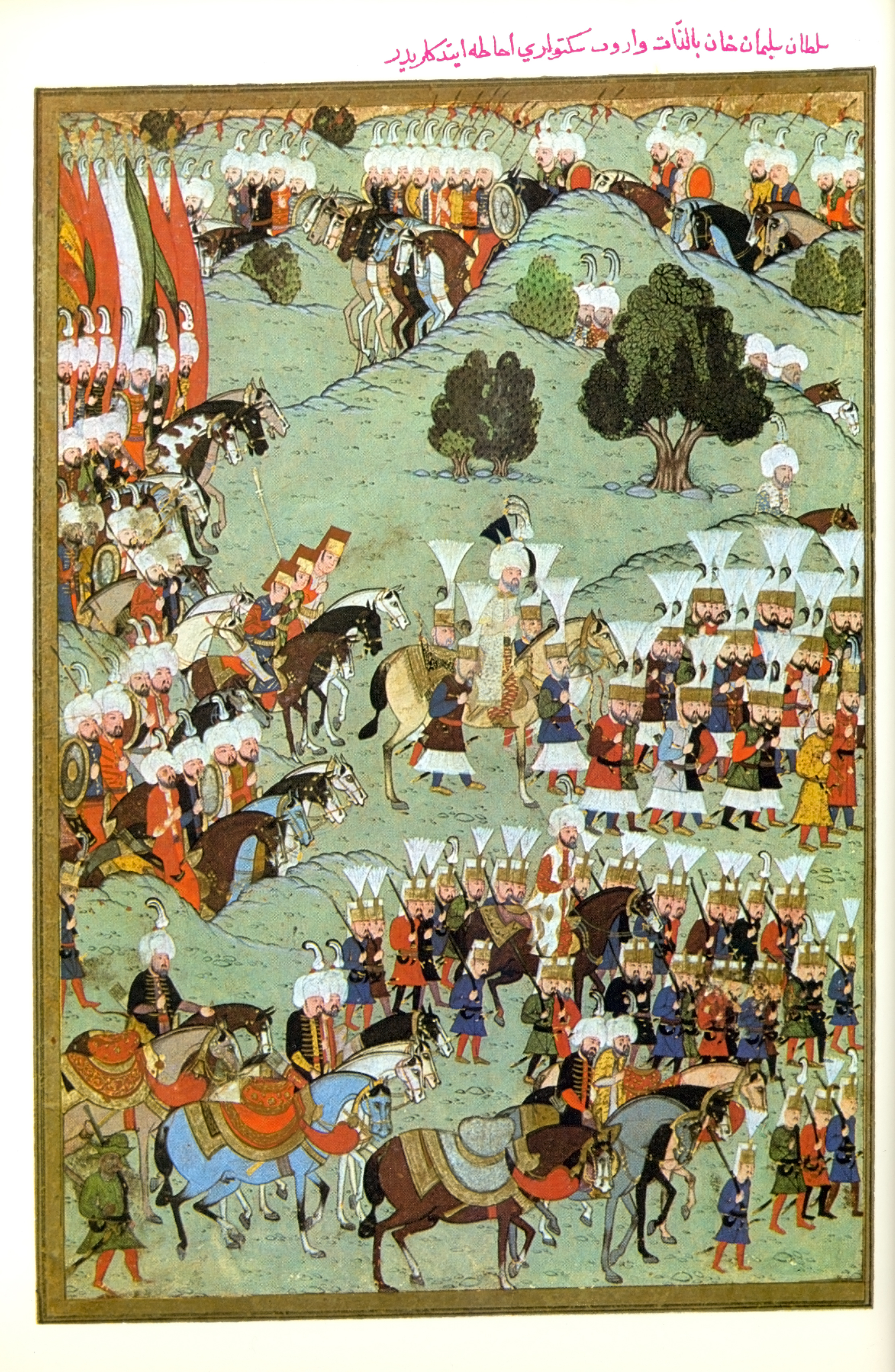
Szulejmán a mohácsi csata előtt
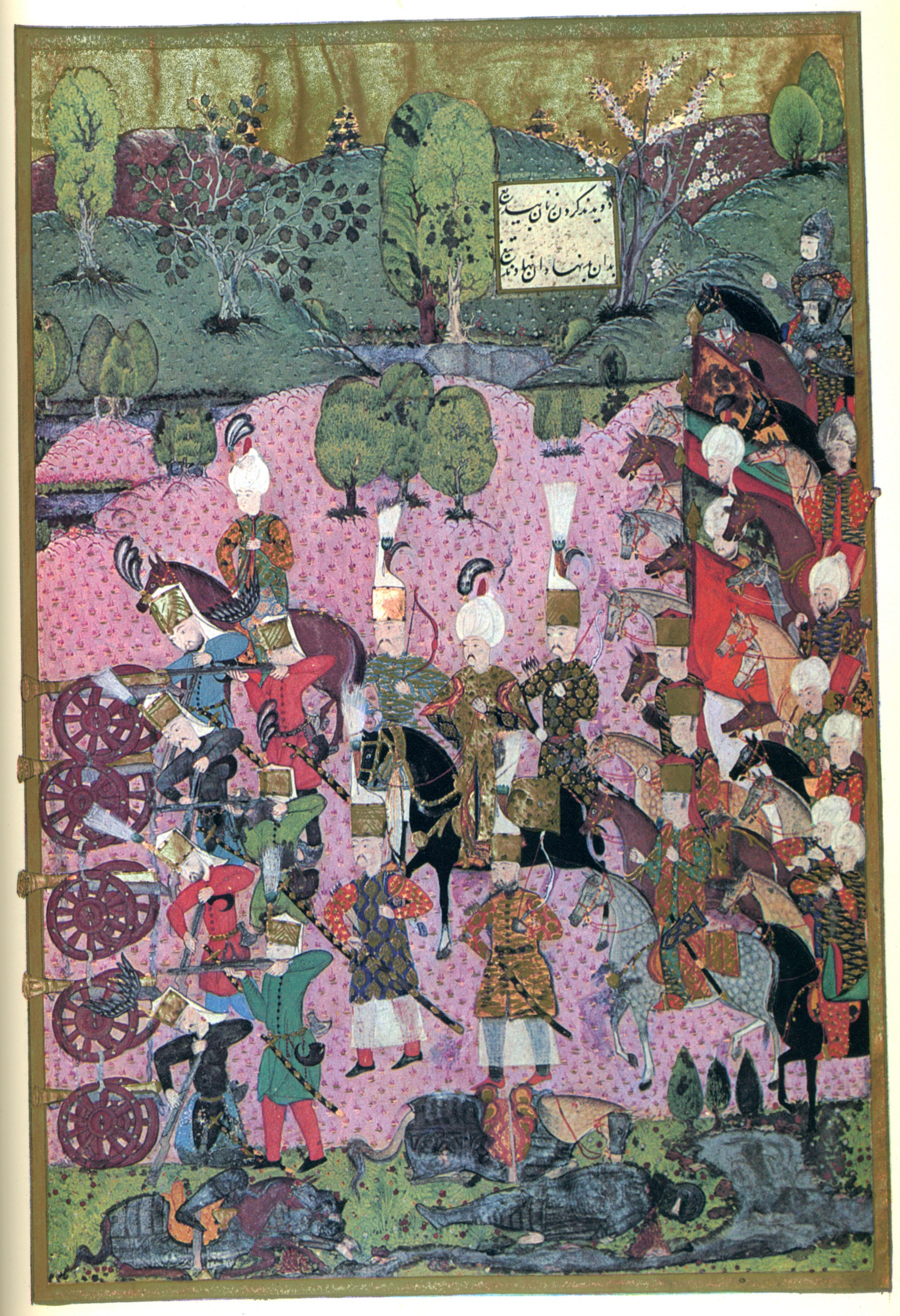
Szulejmán a mohácsi csata során
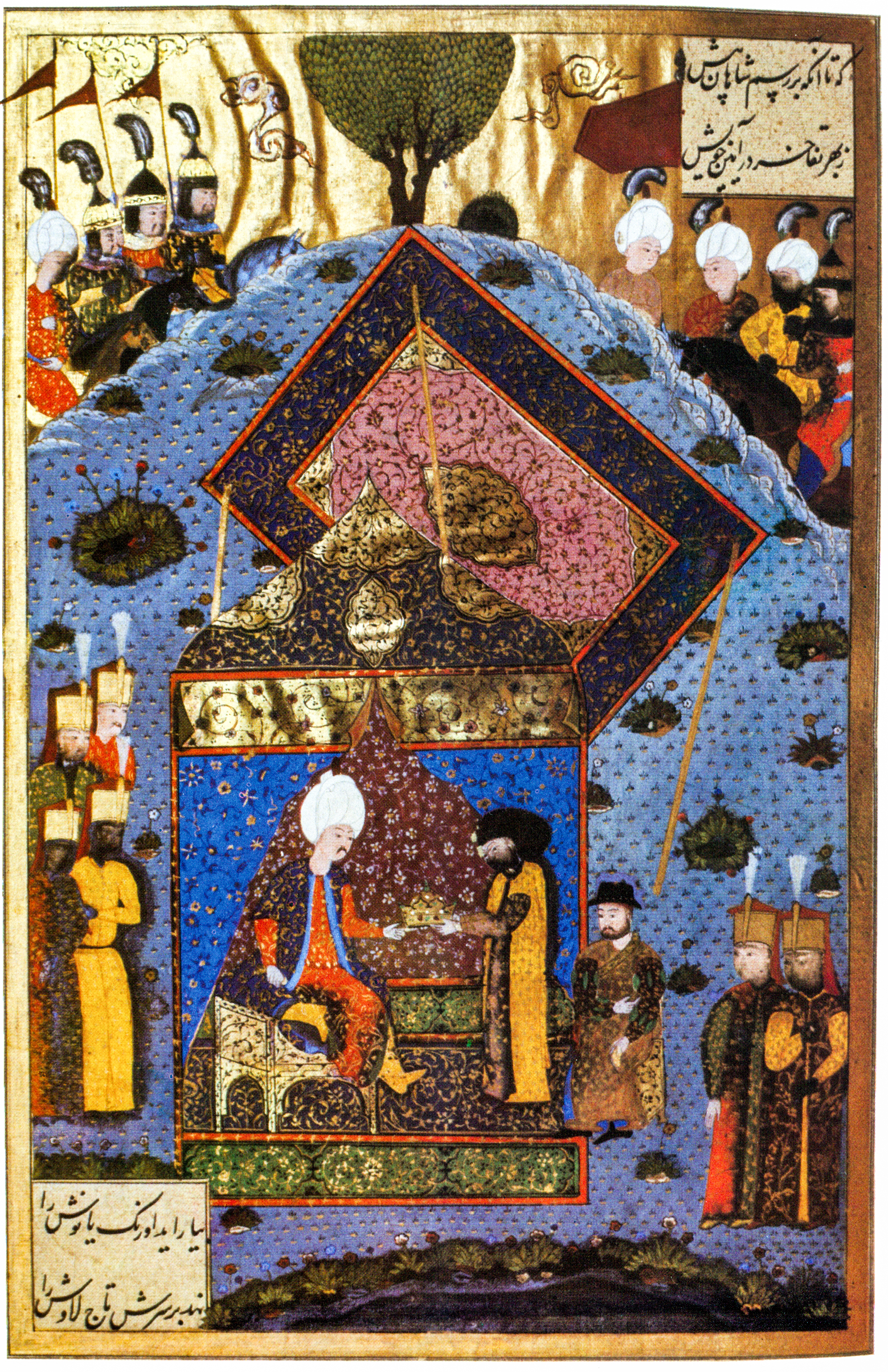
Szulejmán átadja a Szent Koronát Szapolyainak
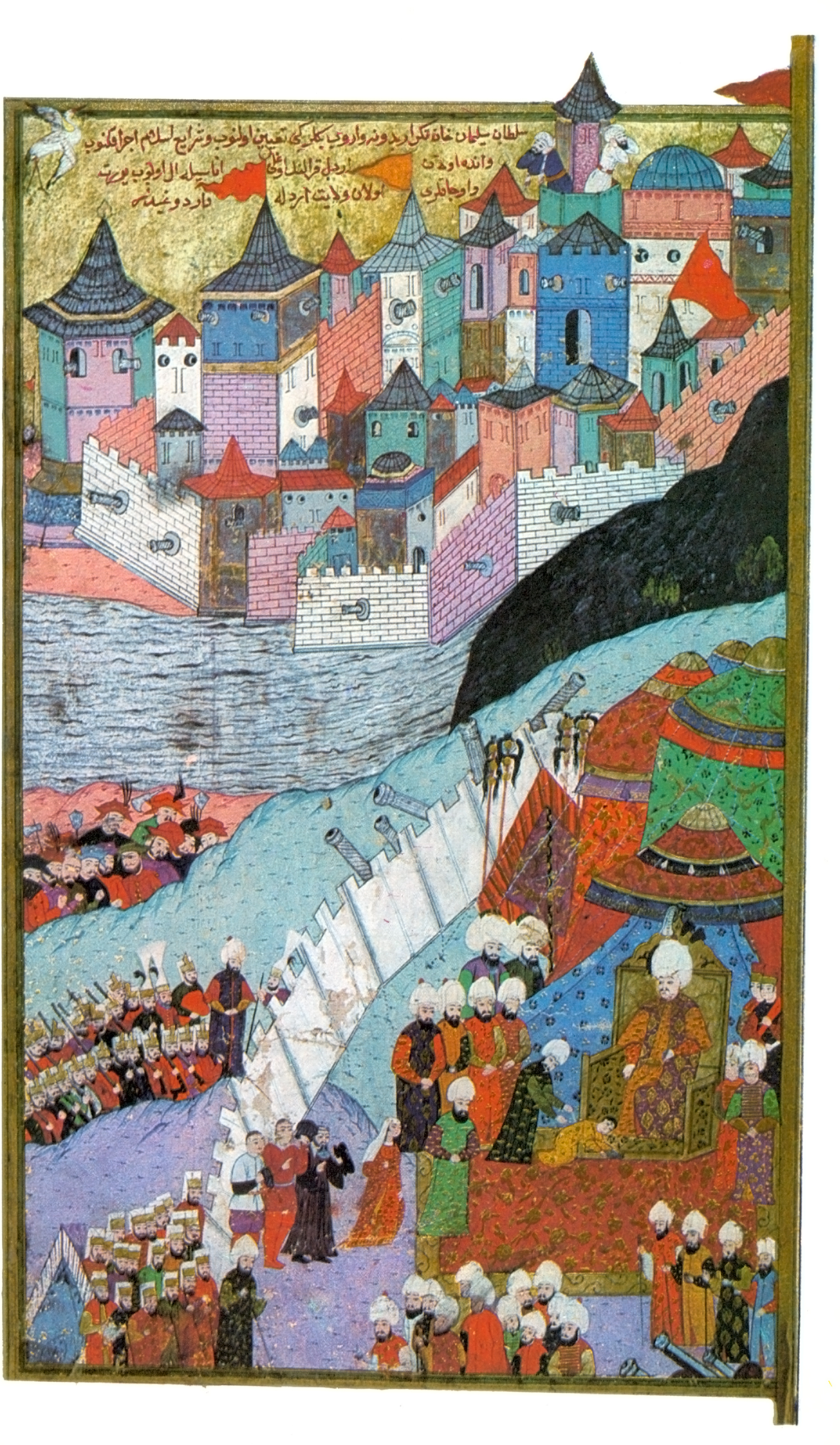
Szulejmán, Izabella és a gyermek János Zsigmond Budán
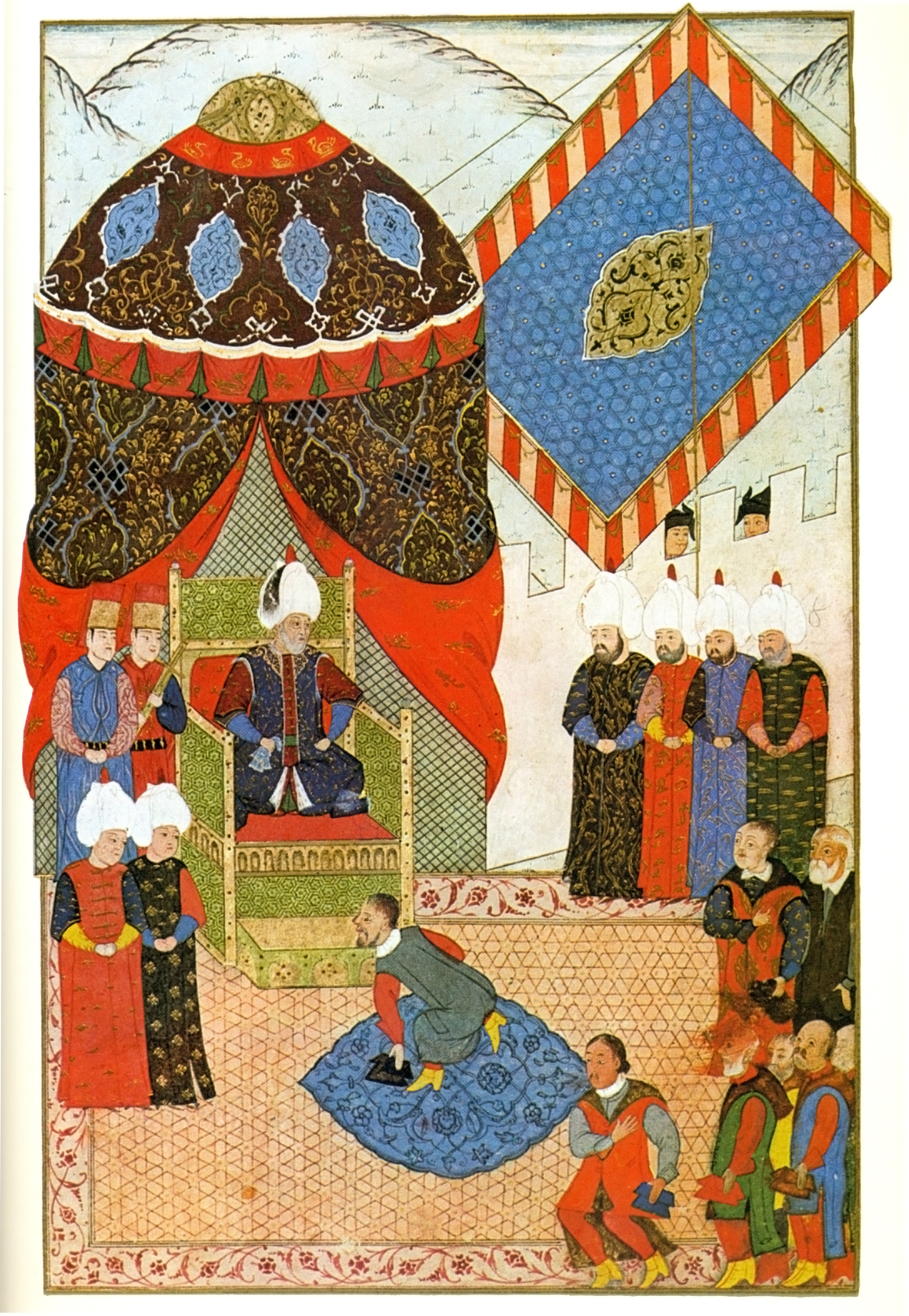
Szulejmán és János Zsigmond találkozója Zimonyban
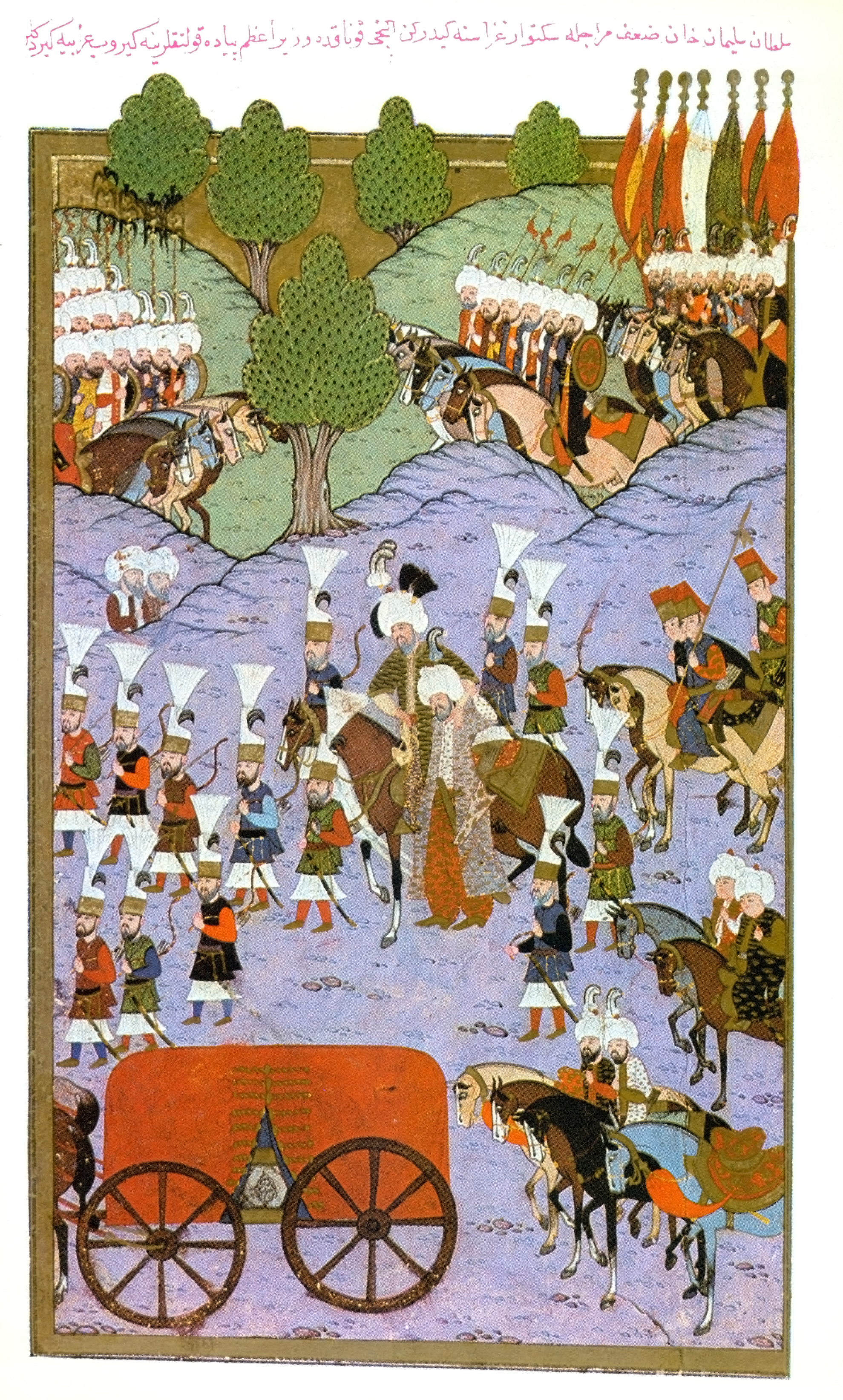
Szulejmán Szigetvárra indul
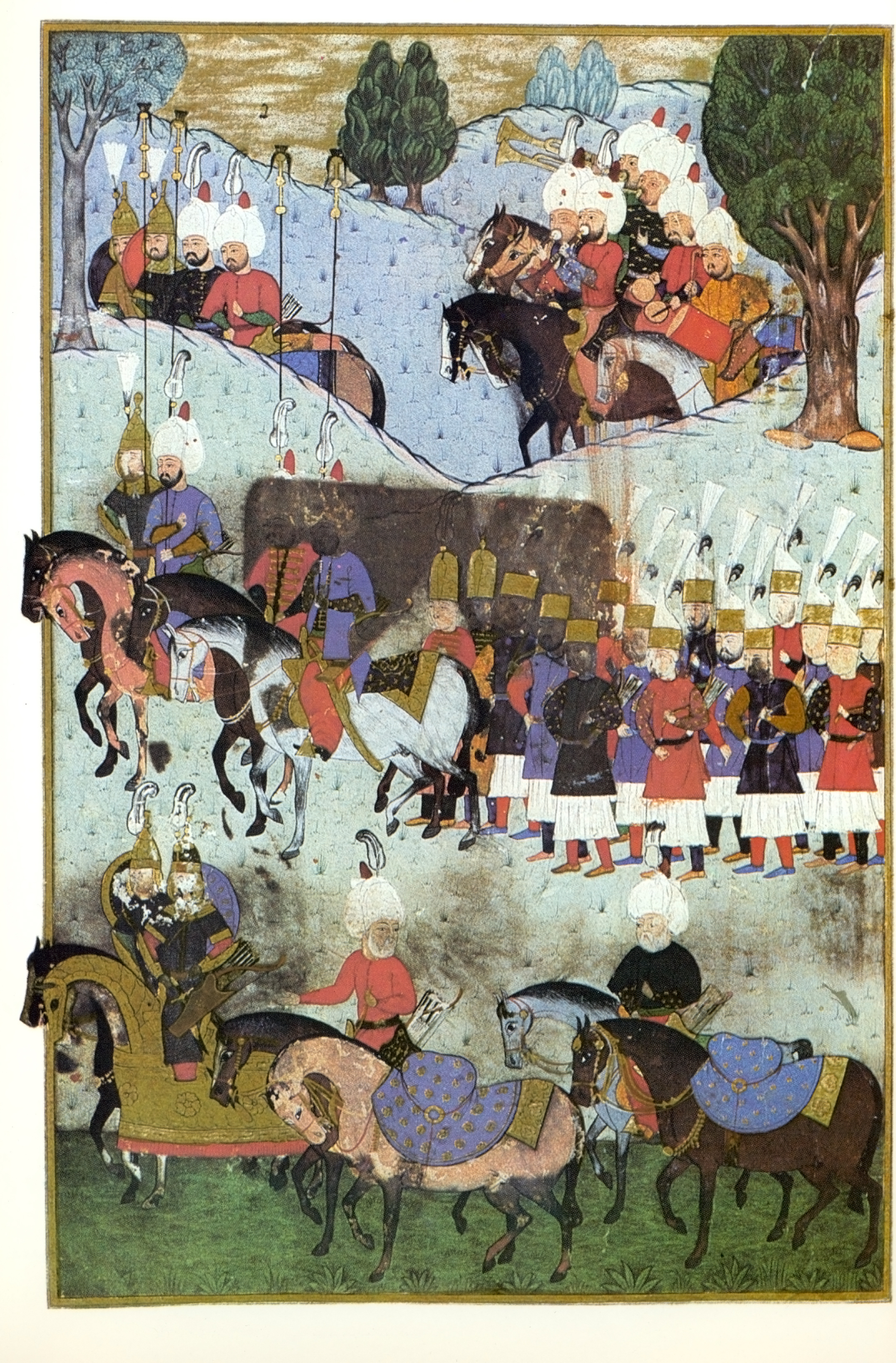
Szulejmán hazaszállítása Szigetvár alól - A
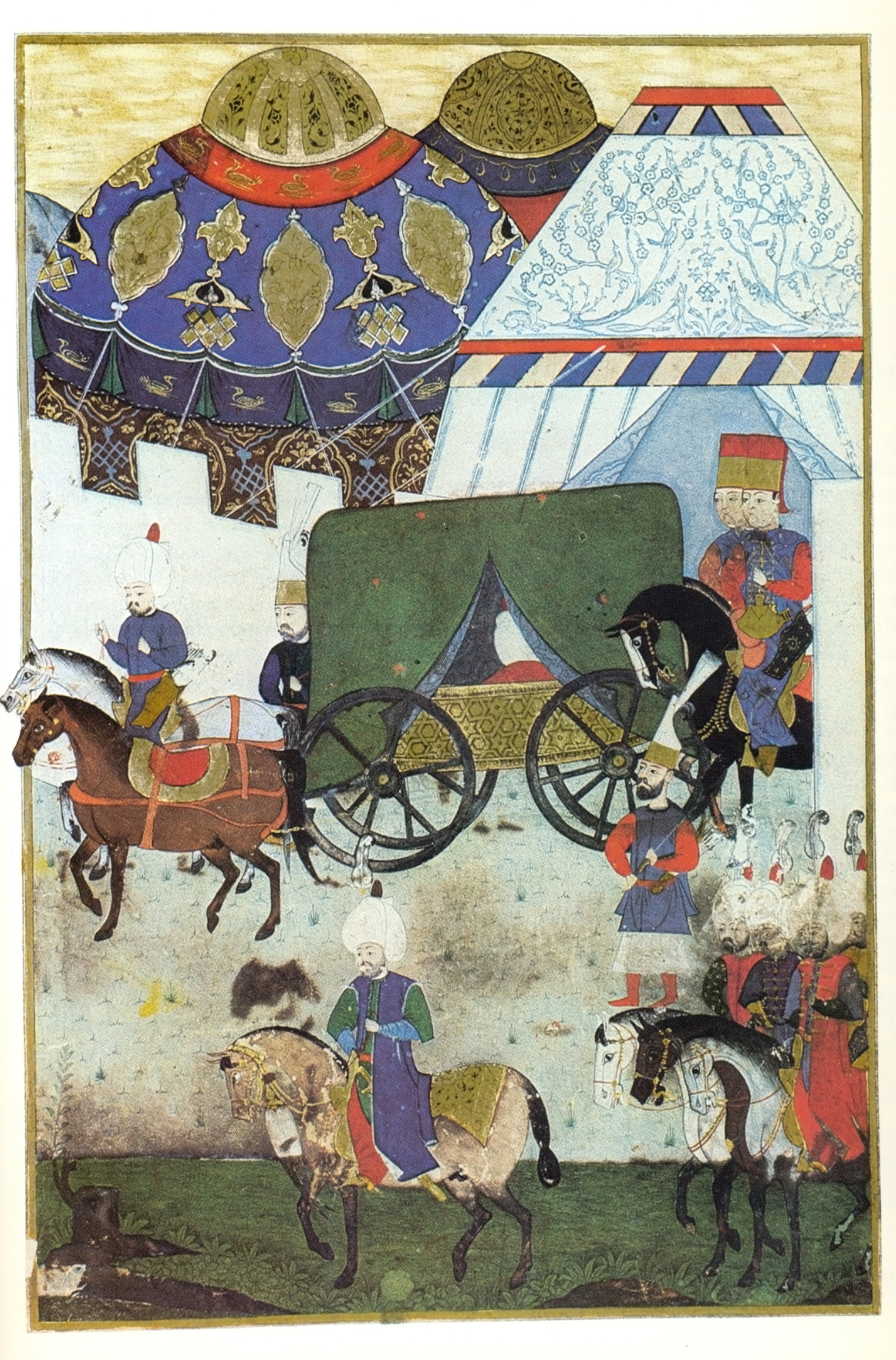
Szulejmán hazaszállítása Szigetvár alól - B
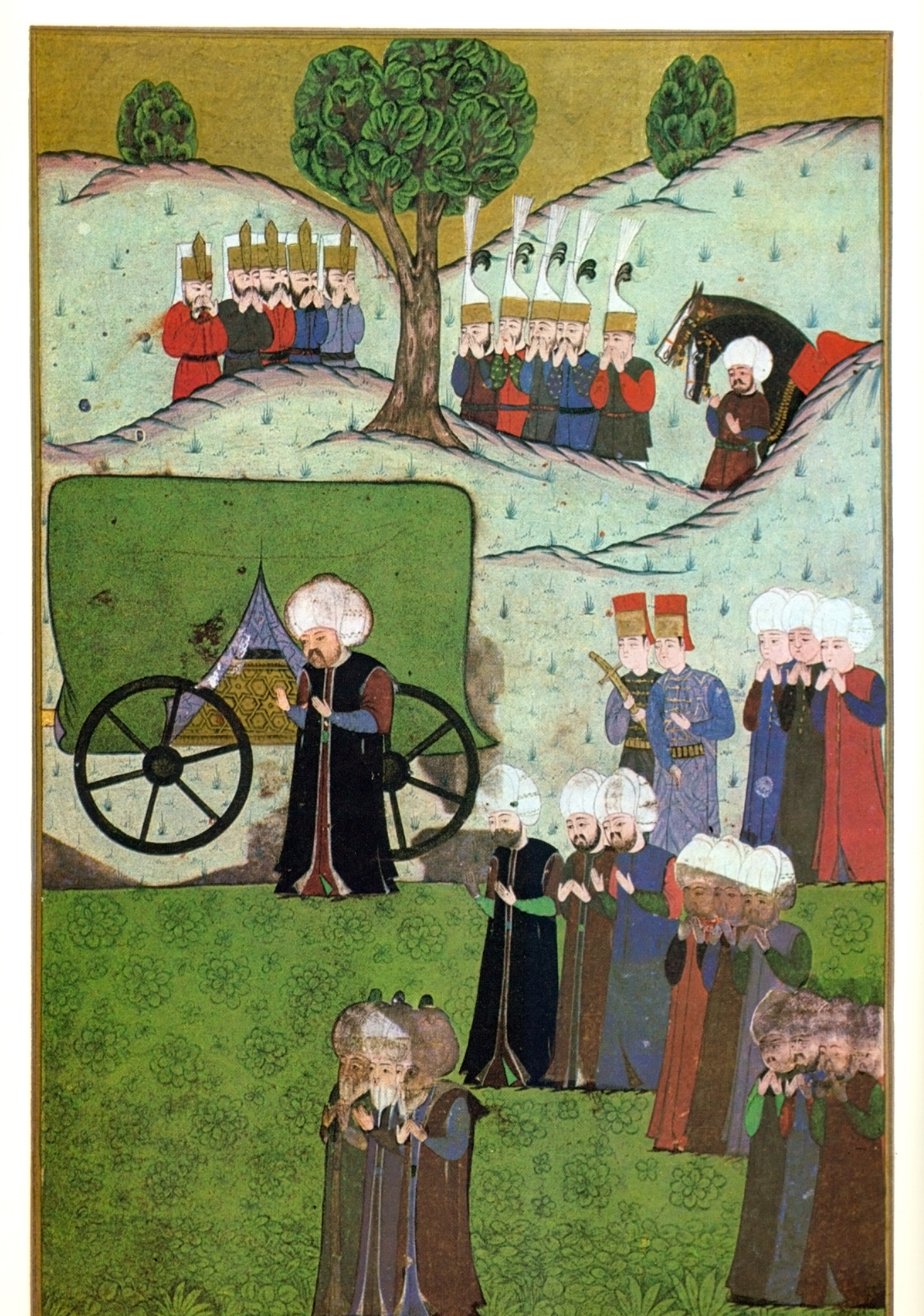
Szulejmán holtteste Nándorfehérvárra érkezik - A
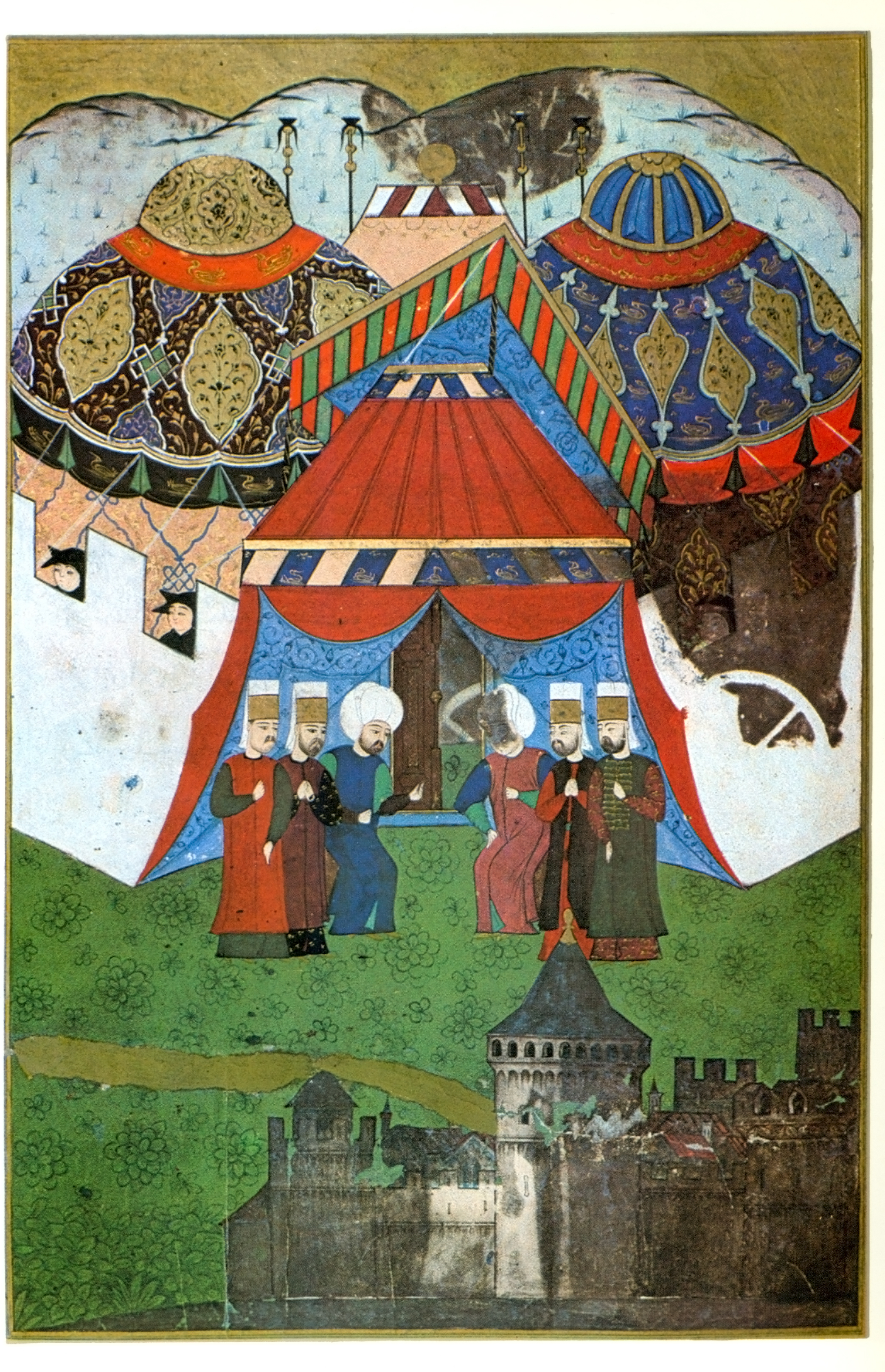
Szulejmán holtteste Nándorfehérvárra érkezik - B

## Szépirodalom
Török szerző kétfelvonásos tragédiája Szulejmán szultánról:
- Turan Oflazoğlu: Nagy Szulejmán szultán (Terebess Kiadó, Budapest, 2000) ISBN 963 9147 42 7
- A kötet elérhetősége Magyar Elektronikus Könyvtár
- A dráma elérhetősége a Terebess Ázsia E-Tárban

## A popkultúrában
Szulejmán személyének és a szultáni udvar belső életének populáris hangvételű tévés feldolgozása a 2011 és 2014 között, több mint negyven országban, köztük Magyarországon is sugárzott Szulejmán (eredeti nevén Muhteşem Yüzyıl – Nagyszerű század) című szappanopera.

## Kapcsolódó szócikk
- Szulejmáni ajánlat

| Elődje: I. Szelim | Oszmán szultán 1520 – 1566 | Utódja: II. Szelim |

| Elődje: I. Szelim | Kalifa 1520 – 1566 | Utódja: II. Szelim |